# Gniezno

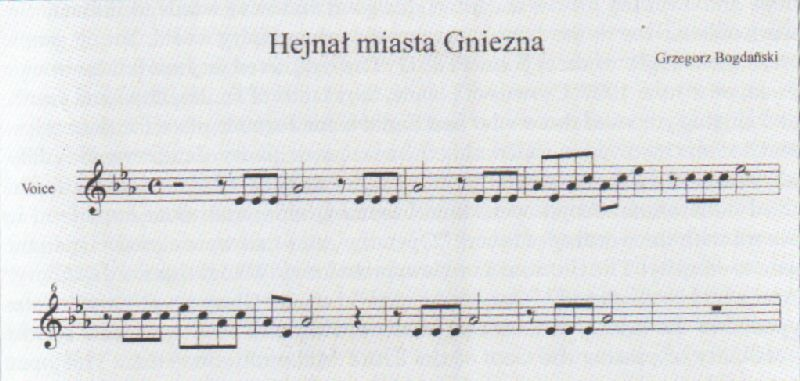
Zapis nutowy

Gniezno – miasto w województwie wielkopolskim, pierwsza stolica Polski, pierwsza metropolia kościelna w Polsce, miasto św. Wojciecha. Siedziba władz powiatu gnieźnieńskiego i gminy Gniezno oraz archidiecezji (arcybiskupów gnieźnieńskich i prymasów Polski).
Miasto królewskie lokowane w latach 1238–1239 położone było w XVI wieku w województwie kaliskim.
Według danych GUS z 31 grudnia 2020 r., Gniezno liczyło 67 570 mieszkańców i było pod względem liczby ludności szóstym miastem w województwie wielkopolskim, a także 56. spośród najludniejszych miast w Polsce.

## Pochodzenie nazwy

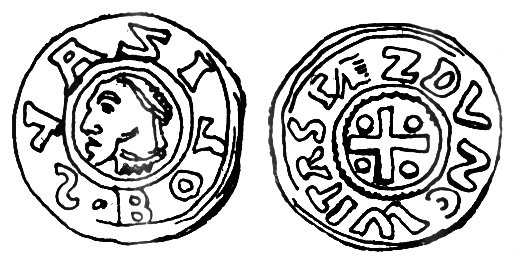
Denar Bolesława Chrobrego z XI w. z łacińską nazwą miasta Gniezno – GNEZDVN CIVITAS

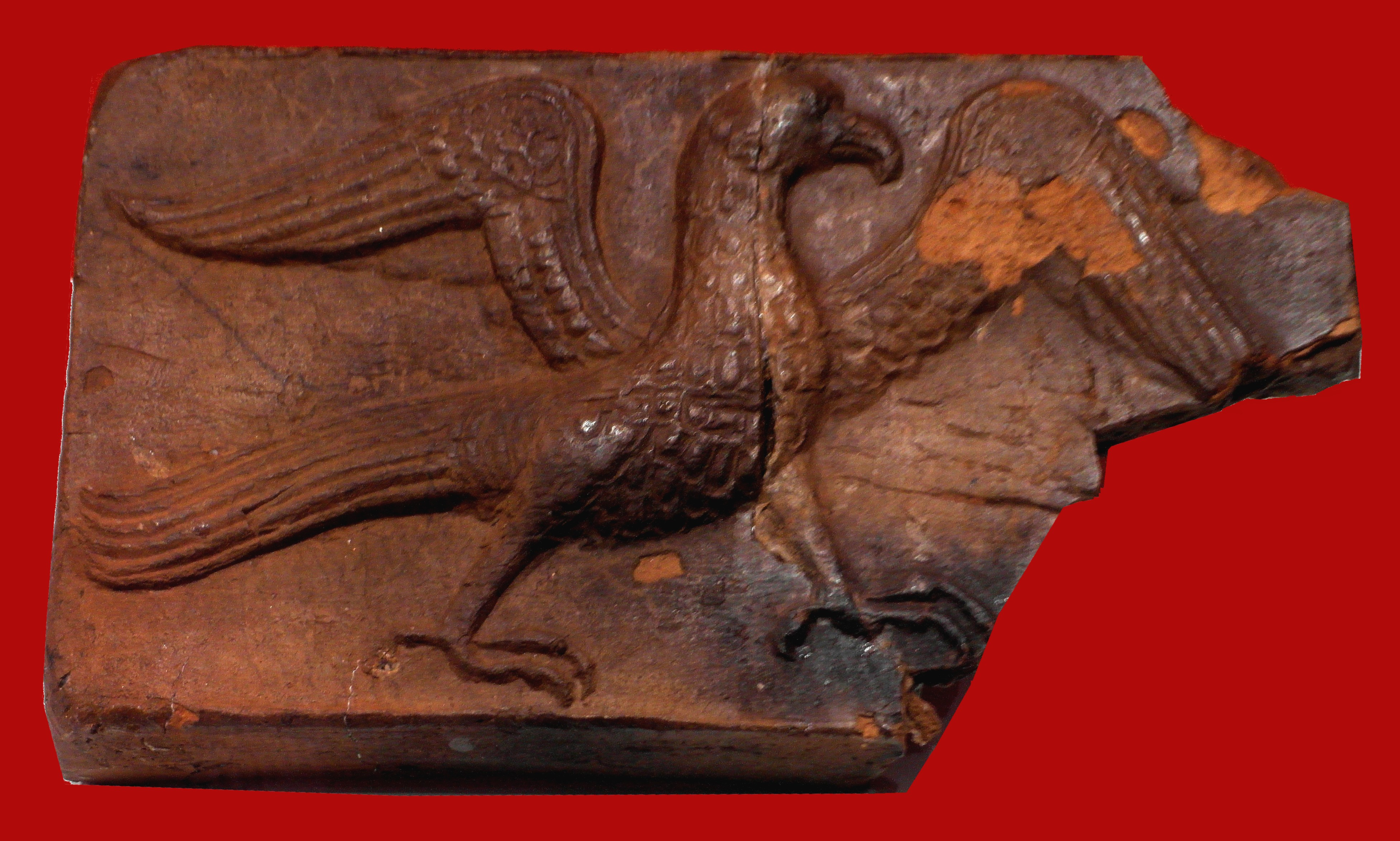
Płytka ceramiczna z wyobrażeniem orła, Gniezno XII wiek

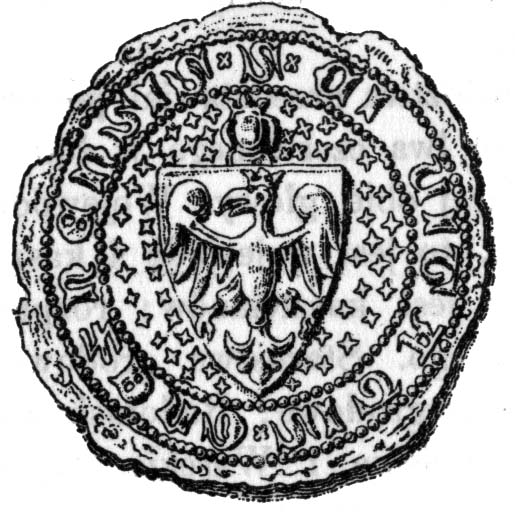
Pieczęć z herbem Gniezna

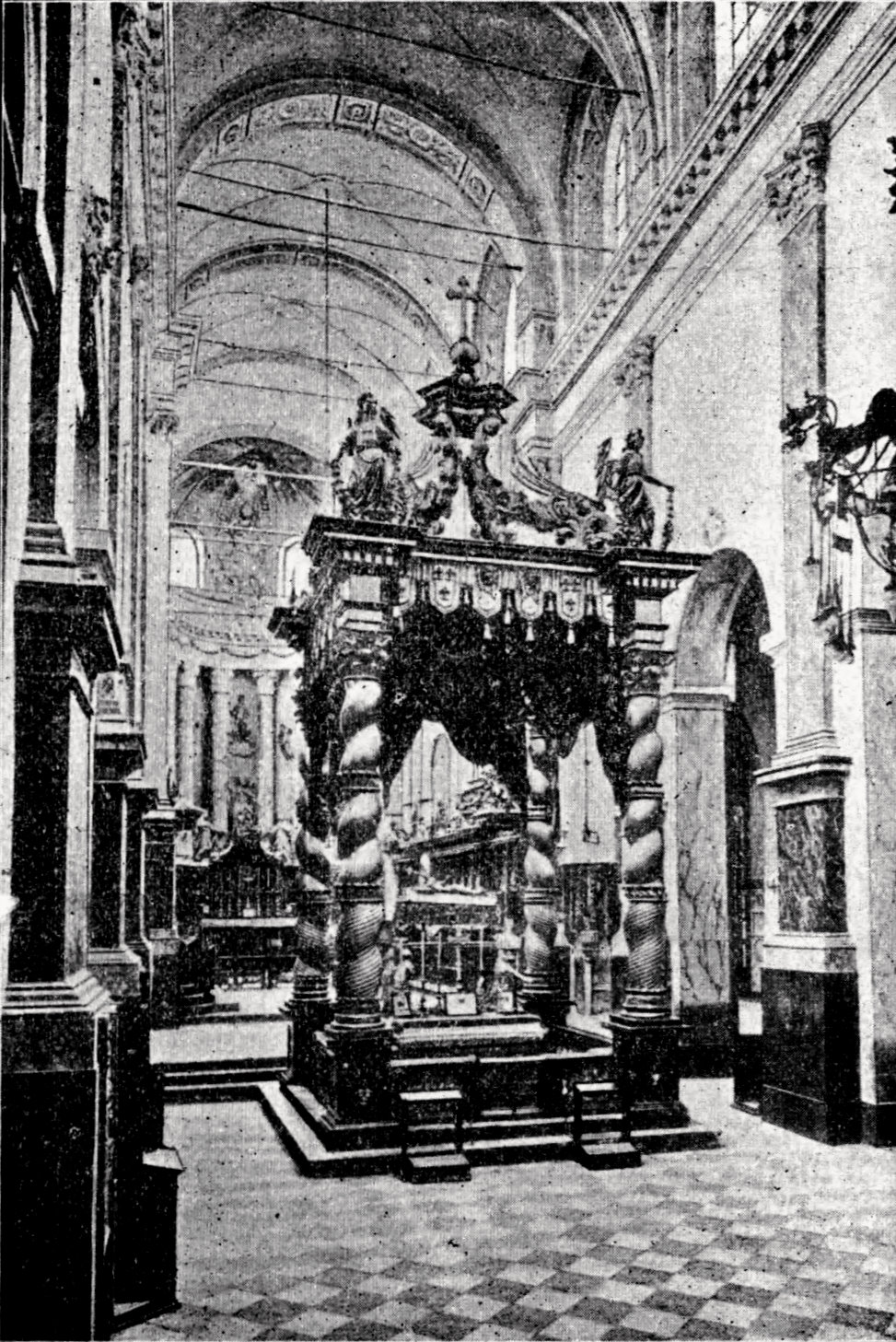
Konfesja św. Wojciecha z 1915 roku

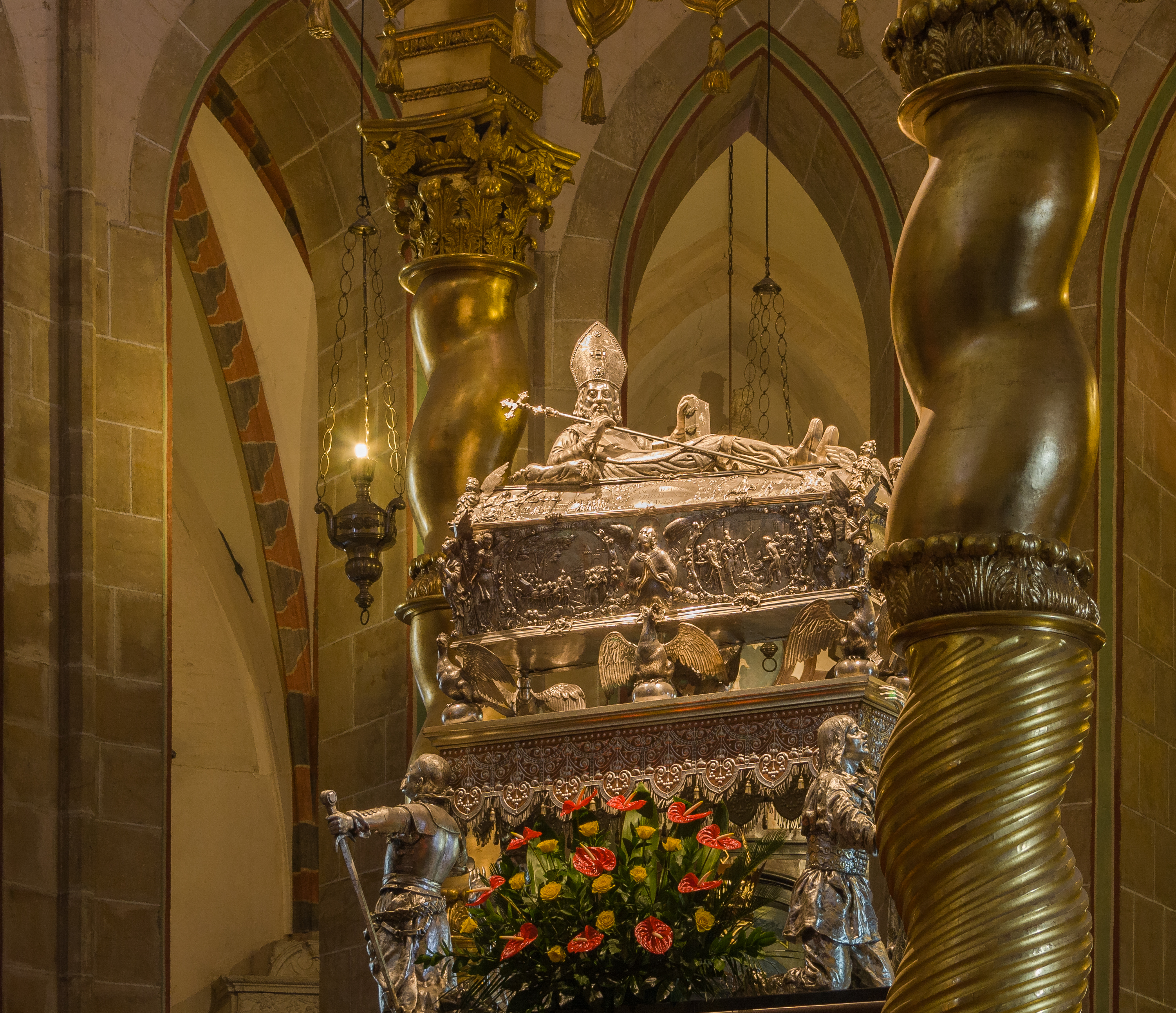
Obecna konfesja św. Wojciecha

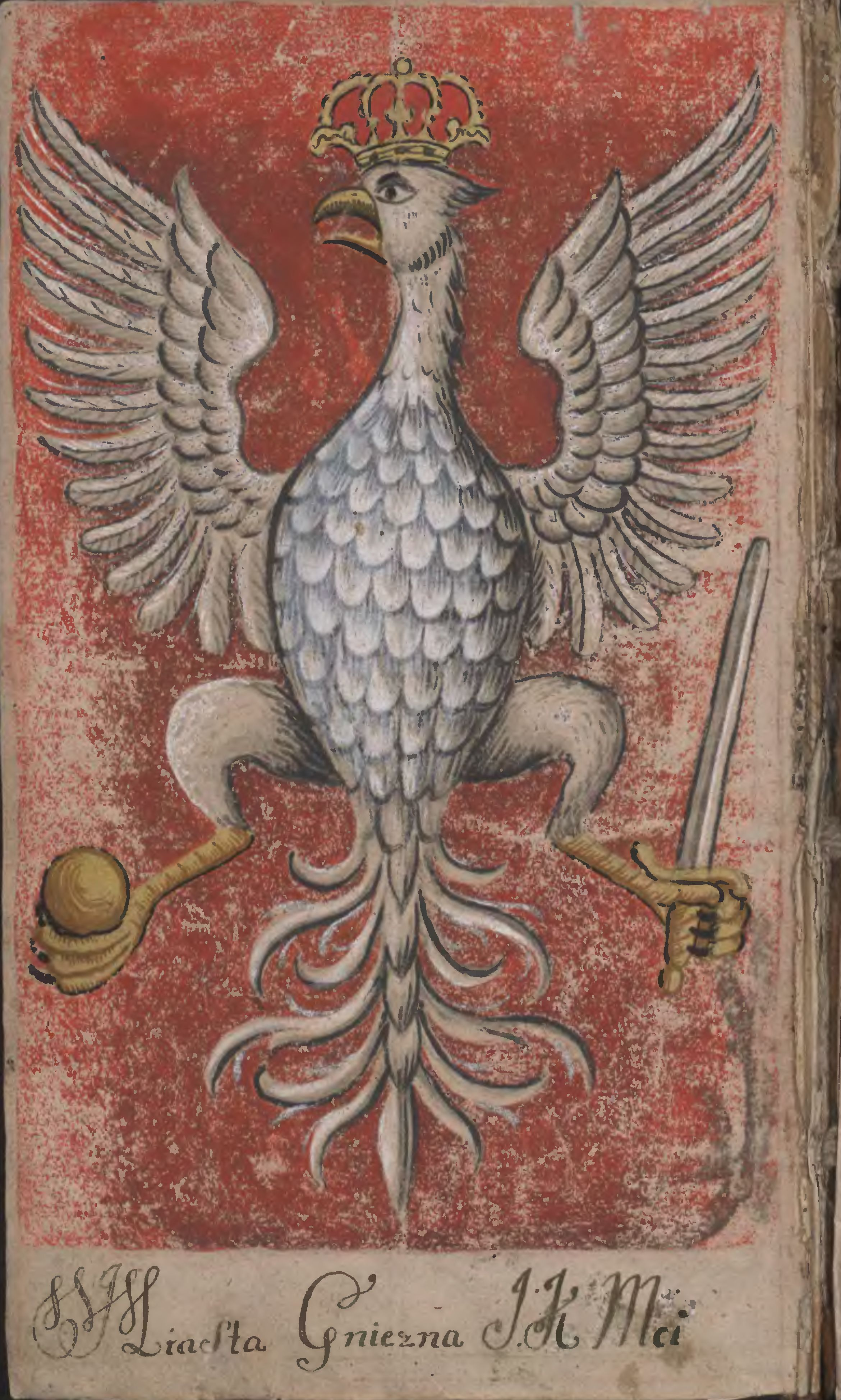
Herb Gniezna z księgi radzieckiej z 1779 r.

Według legendarnego wywodu nazwa miasta pochodzi od słowa „gniazdo” oraz „gnieździć się” i związana jest z legendą powstania państwa polskiego. Jedną z pierwszych wzmianek o miejscowości Gnesin urbs, Gnesni suburbium oraz Gnesen zamieścił w łacińskiej kronice Thietmara spisanej w latach 1012–1018 biskup merseburski oraz kronikarz Thietmar. Gall Anonim w 1112 roku w rozdziale pierwszym I księgi Kroniki polskiej wspomina nazwę miasta oraz podaje jej znaczenie „...Był mianowicie w mieście Gnieźnie, które po słowiańsku znaczy tyle co „gniazdo”, książę imieniem Popiel...”. Z nazwą miasta Gniezna związana jest stara legenda polska o Lechu, Czechu i Rusie, zapisana pierwszy raz po łacinie w Kronice Wielkopolskiej z przełomu XIII i XIV wieku.:
Gdy zaś (Lech) ze swoim potomstwem wędrował przez rozległe lasy, gdzie teraz istnieje królestwo polskie, przybywszy wreszcie do pewnego uroczego miejsca, gdzie były bardzo żyzne pola, wielka obfitość ryb i dzikiego zwierza, tamże rozbił swe namioty. A pragnąc tam zbudować pierwsze mieszkanie, aby zapewnić schronienie sobie i swoim rzekł „Zbudujmy gniazdo”! Stąd i owa miejscowość aż do dzisiaj zwie się Gniezno, to jest „budowanie gniazda”.
Do legendy tej odwołał się również inny polski kronikarz, Jan Długosz: „Tutaj także znalazł na wysokich i wyniosłych drzewach orle gniazdo”, od którego, według legendy pochodzi nazwa miasta”. Legendę pochodzenia nazwy w opisie miasta przytacza także XIX-wieczny Słownik geograficzny Królestwa Polskiego.
Najwcześniejsze zapisy nazwy Gniezna pojawiły się na denarze Bolesława Chrobrego (ok. 1000): Gnezdvn; czeski kronikarz Kosmas żyjący na przełomie XI i XII wieku podaje po łacinie – Gnezden, tę nazwę w formie Gnezden spotykamy również w spisanej po łacinie Bulli Gnieźnieńskiej z roku 1136, Gnezdna – zapis taki pojawia się w dokumentach np. w 1238. Świadczy to o podstawie toponimicznej „Gnezd-”. W roku 1154 arabski geograf Al-Idrisi w swoim dziele pt. Księga Rogera zamieścił nazwę Gniezna jako „G(i)nazna” pośród innych polskich miast: Krakowa, Wrocławia, Sieradza, Łęczycy oraz Santoka.
Część uczonych sceptycznych wobec przekazów kronikarzy wysuwa przypuszczenia, że nazwa Gniezno pochodzi od nazwy jeziora. Dzisiejsze jeziora Jelonek, Świętokrzyskie i Winiary stanowią najprawdopodobniej relikty oblewającego tysiąc lat temu gród gnieźnieński wielkiego jeziora Gniezno, od którego pochodzi nazwa miasta. O istnieniu jeziora Gniezno świadczy chociażby mapa wykonana w 1887 roku, a także dostrzegalne obecnie obniżenie terenu w pobliżu seminarium i kościoła św. Krzyża. Dziś na skutek licznych deformacji (zarówno materiałów źródłowych, jak i geografii Gniezna) trudno zrekonstruować pierwotne brzmienie nazwy stolicy pierwszych Piastów i jednoznacznie ustalić jej pochodzenie.
W pracy dotyczącej numizmatyki Mariana Gumowskiego - "Monety hebrajskie za Piastów" jest mowa o emitowanych w Gnieźnie brekatach Mieszka w mennicy gnieźnieńskiej - na jednym z nich widnieje napis ( כ.נ.ז.ד.ן. ) - K.N.(e)Z.D.(e)N. - stąd należałoby wnioskować że nazwa Gniezno w istocie w tamtych czasach była nieco inaczej wokalizowana i jej pochodzenie było od nazwy kniaź (po słowiańsku 'książę') zaś ośrodek o tej nazwie był siedzibą księcia. (w pracy zamieszczonej w Biuletynie ŻIH znajduje się rysunek tego brekatu i nosi nr 27). Jeżeli rozpatrywać znaczenie nazwy szczegółowo to otrzymamy K.N.(a)Z - kniaź + D.(i)N.-sąd~sędzia.
Na cześć miasta Gnieznem nazwano:
- lodowiec o współrzędnych geograficznych 62°02′00.0″S, 58°07′00.0″W[20]
- pierwszy polski ośmioosobowy samolot pasażerski konstrukcji prof. Zbysława Ciołkosza PWS-20 z 1929,
- samolot Boeing 767–200 SP-LOA Polskich Linii Lotniczych Lot,
- okręt transportowo-minowy typu Lublin Marynarki Wojennej RP,
- Światowy Zlot Harcerstwa Polskiego „Gniezno 2000”,
- Ogólnopolski Klub Autorów i Dokumentalistów Historii Harcerstwa „Gniezno 2000”,
- Pływający do 2006 roku[21] pod panamską banderą masowiec „GNIEZNO II”[22]
- NBP w 2005 roku w serii „Historyczne Miasta w Polsce” wydał monetę o nominale 2 zł upamiętniającą Gniezno[23][24][25]
- W 2016 roku z okazji 1050 rocznicy Chrztu Polski Narodowy Bank Polski wydał banknot kolekcjonerski o nominale 20 zł. Na przedniej stronie banknotu oprócz portretów Mieszka I i Dobrawy przedstawiono wizerunek relikwiarza w kształcie krzyża oraz jelenia z bordiury drzwi gnieźnieńskich, na odwrocie banknotu widnieje wizerunek katedry gnieźnieńskiej[26][27].

## Położenie

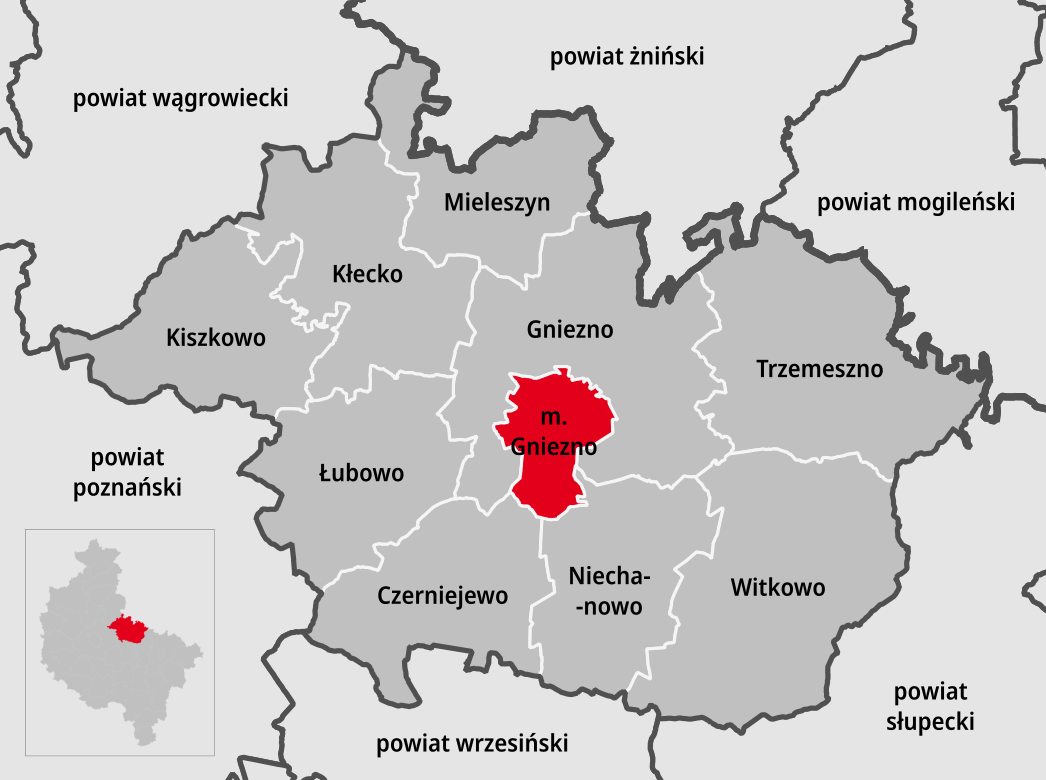
Położenie gminy miejskiej Gniezno w powiecie gnieźnieńskim.

Gniezno leży we wschodniej części województwa wielkopolskiego, ok. 10 km od granicy z województwem kujawsko-pomorskim. W Polsce przedrozbiorowej Gniezno od 1314 leżało w województwie kaliskim, z północnej części którego w 1768 wydzielono województwo gnieźnieńskie, które istniało zaledwie przez 24 lata, do II rozbioru Polski (1792), choć jego większą część (ale bez Gniezna) Królestwo Prus zagarnęło już w I rozbiorze Polski (1772). Od 1919 do 1998 miasto nieprzerwanie znajdowało się w granicach województwa poznańskiego, czego nie zmieniły reformy w latach 1938, 1950, 1957 i 1975.
Geograficznie leży na Nizinie Wielkopolskiej, powstało na siedmiu wzgórzach (Lecha, św. Piotra, św. Wawrzyńca, św. Michała, Panieńskim, Krzyżackim i Żnińskim) wśród jezior – według regionalizacji fizycznogeograficznej mezoregionu charakteryzującego się wieloma polodowcowymi jeziorami otoczonymi lasami mieszanymi. Mezoregion ten należy do makroregionu Pojezierze Wielkopolskie – Pojezierza Gnieźnieńskiego.

## Warunki naturalne

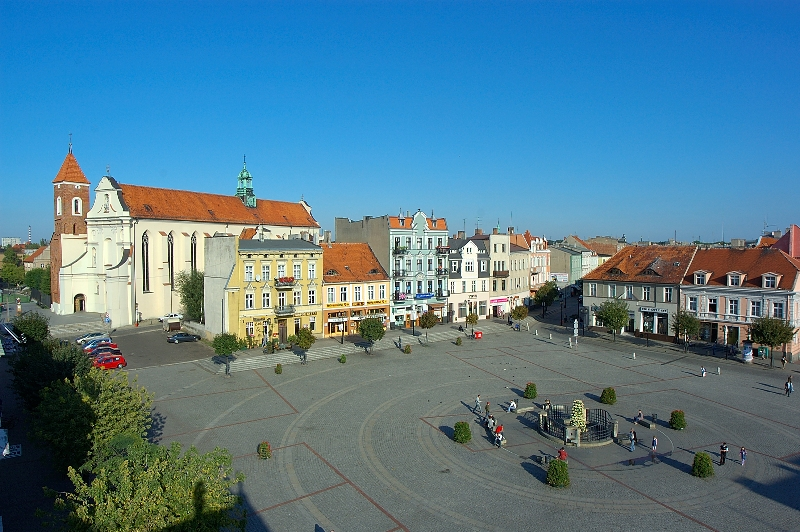
Rynek w Gnieźnie

Gniezno, podobnie jak Rzym, zbudowano na siedmiu wzniesieniach. Wzgórze Lecha jest największym wzniesieniem w mieście – wybudowano na nim katedrę gnieźnieńską, dawny gród obronny wraz z kaplicą zamkową (obecnie znajduje się tam kościół św. Jerzego) oraz zespół kolegiat, obecnie mieszkania kanoników, siedziby Muzeum Archidiecezjalnego oraz Archiwum Archidiecezjalnego. Wzgórze Panieńskie mieści się nieopodal Wzgórza Lecha – znajduje się tam rynek miasta oraz klasztor Ojców Franciszkanów Konwentualnych wraz z kościołem. Kolejnym wzgórzem jest tzw. Zajezierze, mieszczące się na północny zachód od Jeziora Jelonek. Znajduje się tam kościół Świętych Apostołów Piotra i Pawła wraz z cmentarzem. Przez środek wzgórza przebiega droga wojewódzka nr 190 w kierunku Kłecka. Wzgórze Świętokrzyskie mieści się przy Jeziorze Świętokrzyskim. Zbudowano na nim kościół Świętego Krzyża wraz z najstarszym w Gnieźnie cmentarzem. Wzgórze Krzyżackie znajduje się nieopodal Wzgórza Panieńskiego i jest oddzielone od niego tzw. Doliną Pojednania. Na tym wniesieniu znajdował się klasztor bożogrobców wraz z kościołem (obecnie kościół św. Jana) oraz szpital. Kolejnym wzniesieniem są Cierpięgi, gdzie od średniowiecza po czasy współczesne znajduje się plac handlowy oraz kościół św. Wawrzyńca. Ostatnim wzgórzem jest Wzgórze Zbarskie, na którym znajduje się kościół św. Michała Archanioła.

## Historia

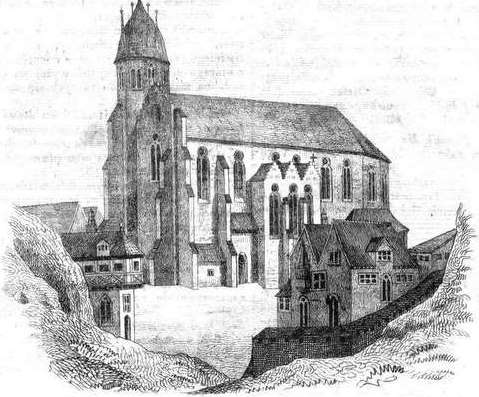
Katedra Gnieźnieńska z około 1843 roku

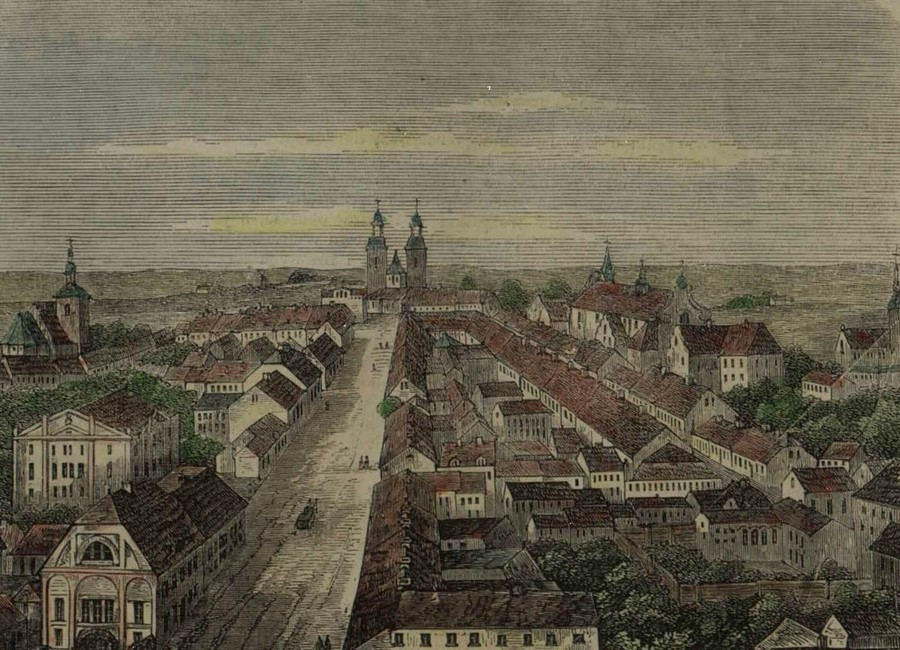
Widok z wieży kościoła ewangelickiego (rys. Władysław Trelewski, 1861)

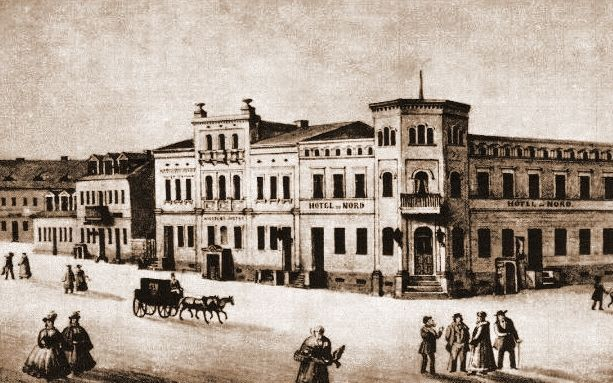
Gniezno na rysunku z 1861 roku z widokiem na Hotel du Nord

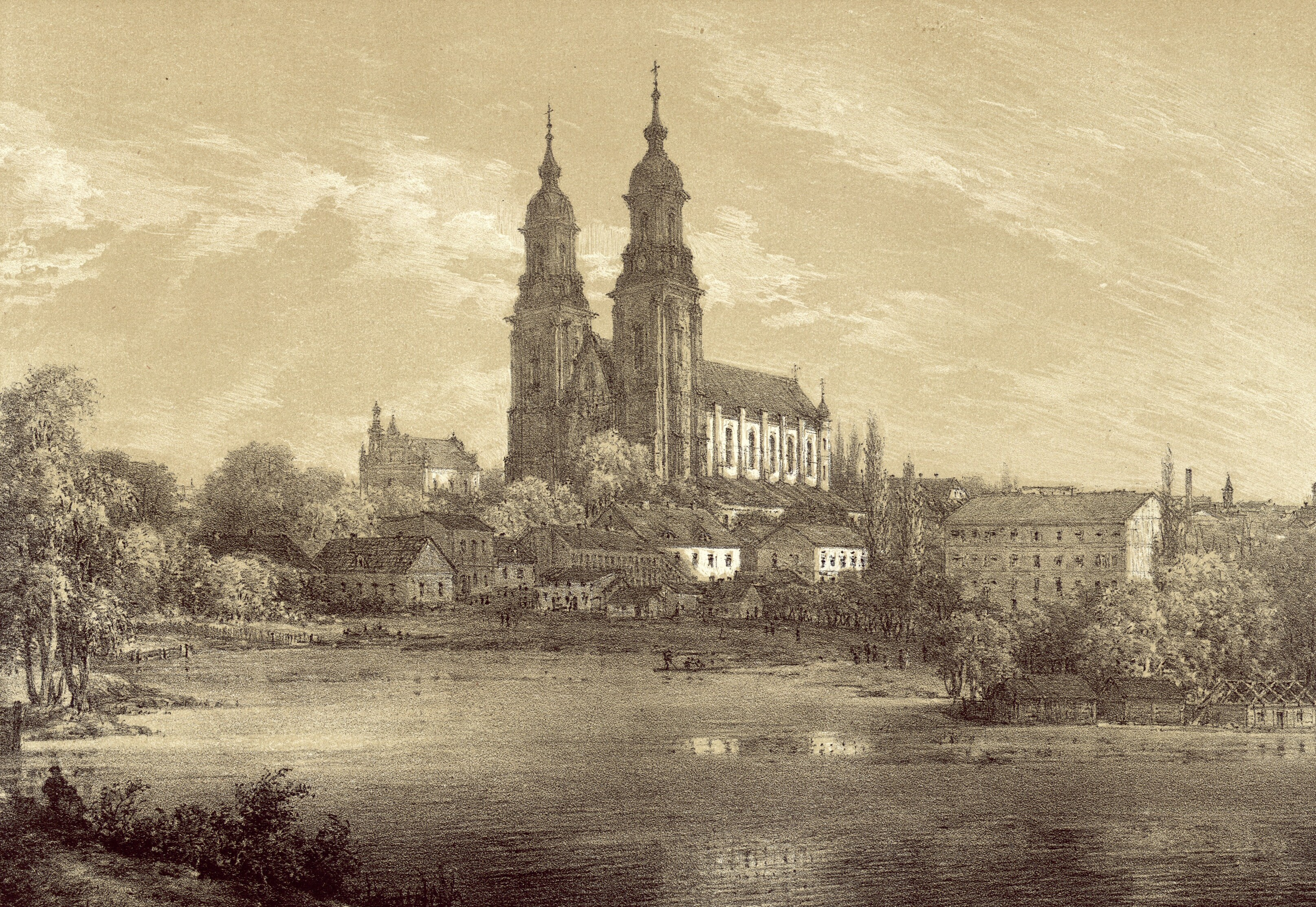
Gniezno (rys. Napoleon Orda)1880 r.

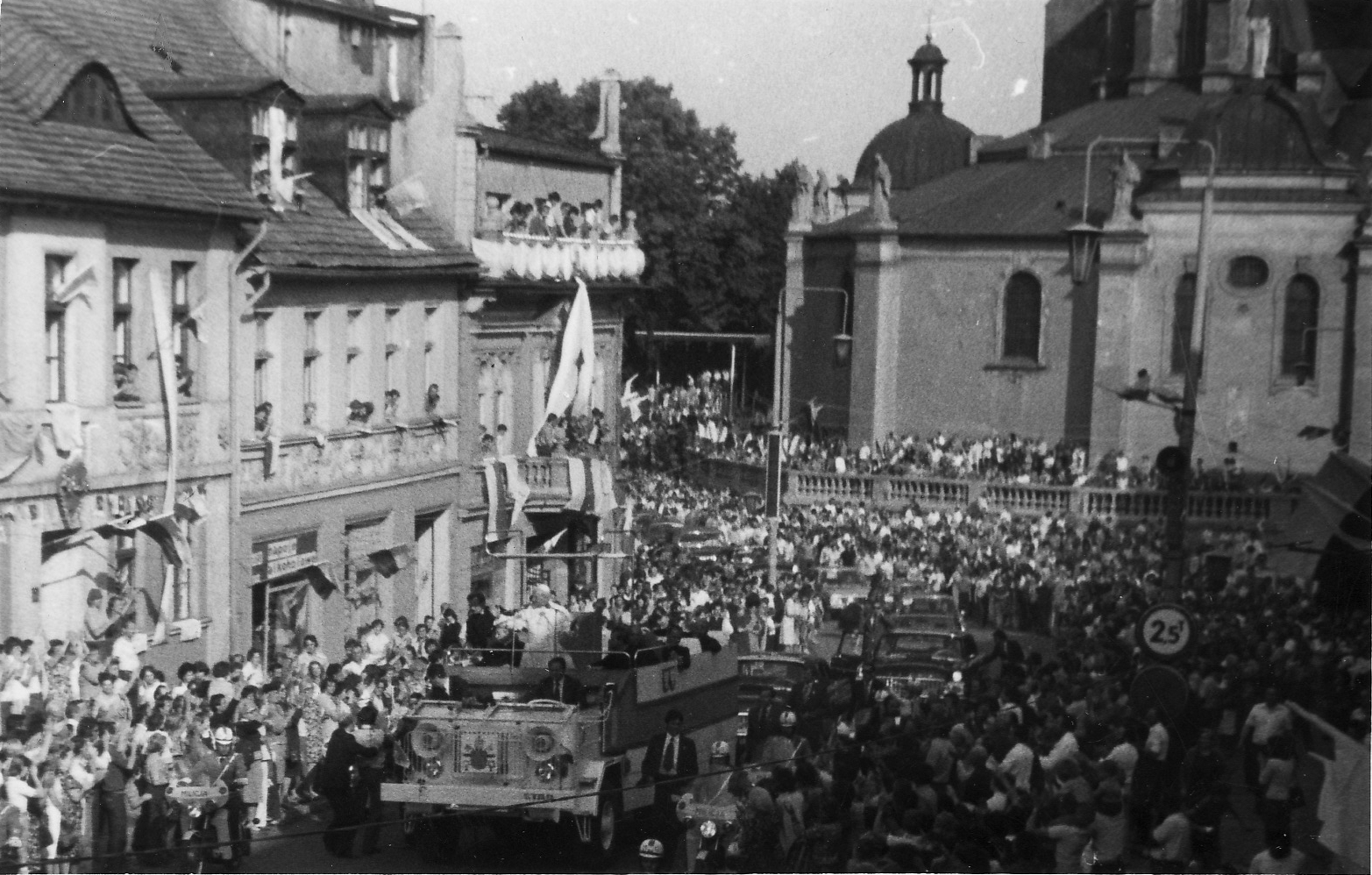
Jan Paweł II w Gnieźnie podczas pielgrzymki do Polski w 1979 r.

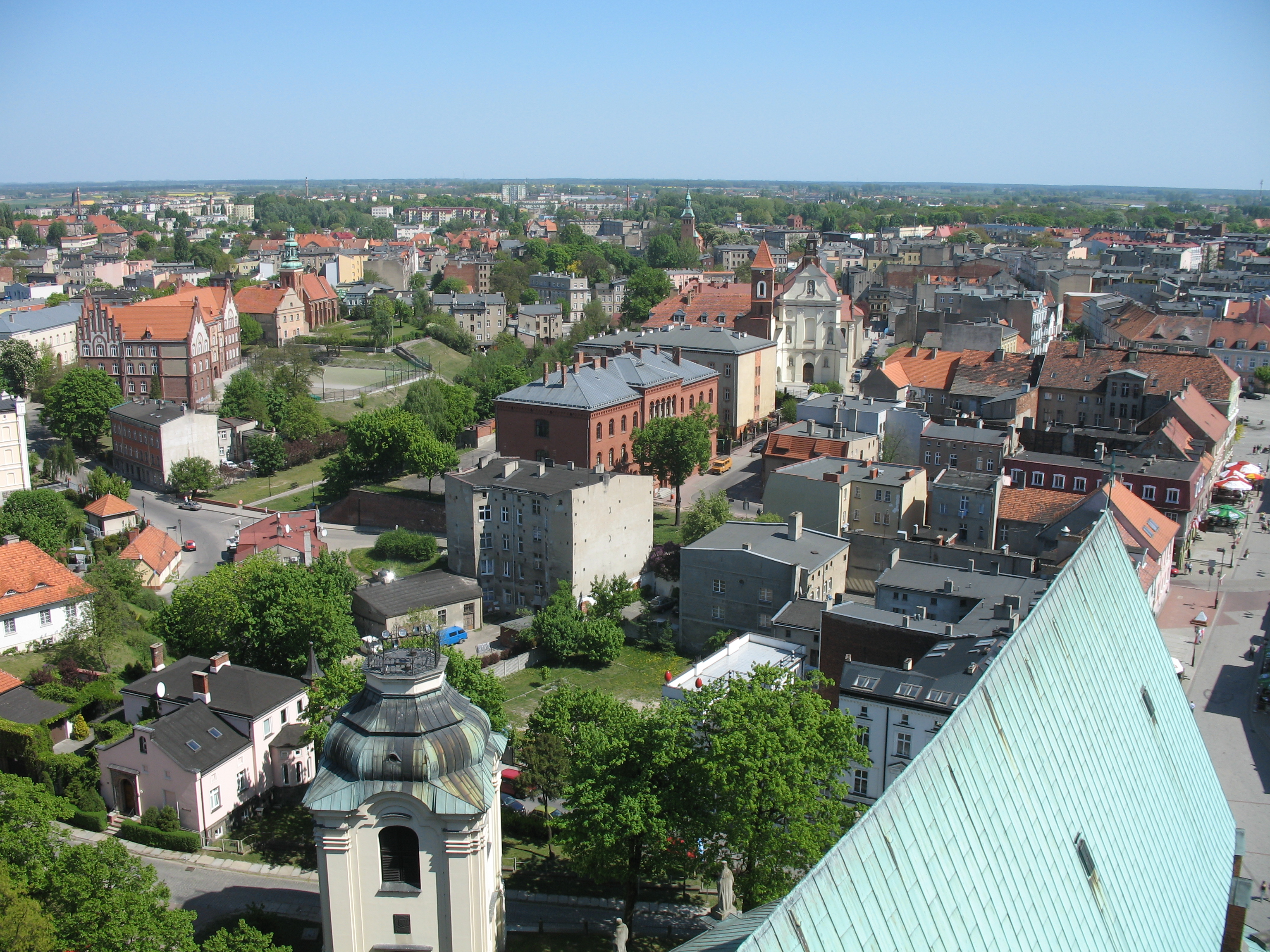
Widok z wieży katedralnej

Pierwsze ślady osadnictwa na terenach dzisiejszego Gniezna pochodzą z końca paleolitu, tj. sprzed 8–10 tys. lat. Od końca VIII do połowy X wieku na Górze Lecha wznosił się otoczony fosą o szerokości 12 metrów kamienny kurhan o średnicy 10–12 metrów. Pierwszy gród w Gnieźnie, jeden z grodów centralnych państwa Polan, został wzniesiony na Wzgórzu Lecha w latach 940–941; znacznie rozbudowany i zmodernizowany w czasach Mieszka I, stał się siedzibą władców piastowskich jako główny gród państwa Polan; według innych stał się jedną z siedzib pierwszych władców piastowskich tzw. sedes regni principales. Mieszko I po 966 zbudował kościół, w którym pochowano jego żonę Dobrawę, zaś na obszarze grodu wzniósł kamienne palatium z kaplicą, na miejscu której wzniesiono kościół św. Jerzego. W X w. Gniezno stanowiło jeden z grodów stołecznych państwa Piastów, obok m.in. Ostrowa Lednickiego, Poznania i Giecza (grodów stołecznych, czyli miejsc, gdzie wzniesiono tzw. palatia książęce było kilka. W owym czasie był to także gród o bardzo ważnym znaczeniu militarnym. Gall Anonim w swojej Kronice polskiej spisanej w latach 1112–1116 we fragmencie opisującym polskie siły bojowe Bolesława Chrobrego rozmieszczone w poszczególnych grodach notuje, że miał on w Gnieźnie „1500 pancernych i 5000 tarczowników”.
W 1000 roku odbył się w Gnieźnie zjazd, w którym uczestniczył Bolesław I Chrobry i Otton III; utworzono wtedy arcybiskupstwo i metropolię gnieźnieńską na czele z bratem św. Wojciecha – Radzimem Gaudentym. Także wtedy świątynię wybudowaną przez Mieszka I wyniesiono do rangi katedry. W 1018 roku pożar strawił podgrodzie wraz z kościołem katedralnym, który do 1025 roku przebudowano na romańską katedrę. W 1025 roku w Gnieźnie miała miejsce koronacja Bolesława Chrobrego na króla Polski. W 1038 roku do Gniezna wtargnął książę czeski Brzetysław I, pozostawiając po sobie spalone podgrodzia i zniszczoną, ograbioną katedrę oraz zburzony gród. Na skutek tego Kazimierz Odnowiciel przeniósł stolicę do Krakowa. Pożar w 1192 roku zniszczył gród na Wzgórzu Lecha.
Pomyślne dla Gniezna były rządy Władysława Odonica, który na Żnińskiej Górze około 1234 zbudował nowy gród książęcy i poczynił przygotowania do lokacji miasta na prawie niemieckim. Dokument lokacyjny miasta nie zachował się, przypuszcza się jednak, że został wydany przed śmiercią Władysława Odonica w 1239 roku. Dokument lokacyjny Powidza z 1243 roku wymienia już Gniezno jako pełnoprawne miasto. Tym samym Gniezno stanowi najstarszą udokumentowaną lokację miejską w Wielkopolsce.
W 1295 roku odbyła się po 219-letniej przerwie w katedrze gnieźnieńskiej koronacja króla Przemysła II. W 1300 roku koronował się w mieście Wacław II Czeski. Lokacyjne miasto w XIII i XIV w. otaczały mury, a od wschodu fosa. Do miasta wiodły trzy bramy: Poznańska (Tumska), Toruńska i Pyzdrska.
W 1331 roku miasto zajęli Krzyżacy, rabując je i niszcząc. Odbudowę i rozwój gospodarczy miasto zawdzięcza Kazimierzowi Wielkiemu. Za panowania Władysława Jagiełły (1419) dzięki staraniom Mikołaja Trąby, gnieźnieńskim arcybiskupom przyznano tytuł prymasa Polski oraz zastrzeżono dla nich purpurę kardynalską, dzięki czemu Gniezno umocniło swoją pozycję jako polska „stolica” chrześcijaństwa. Gniezno było drugim po Krakowie ośrodkiem polskiej kultury, szczególnie muzycznej. Działała tu także założona w XI w. szkoła katedralna, mająca początkowo status wyższej uczelni – kształcił się w niej m.in. św. Stanisław – w czasach swej świetności porównywana z Akademią Krakowską. W czasie wojny trzynastoletniej Gniezno wystawiło w 1458 roku 20 pieszych na odsiecz oblężonej polskiej załogi Zamku w Malborku. W 1518 roku prymas Jan Łaski zbudował nad Jeziorem Jelonek murowany zamek.
Od XV w. do upadku I Rzeczypospolitej, Gniezno było siedzibą sądów szlacheckich: ziemskiego i grodzkiego. W 1768 roku Gniezno stało się stolicą województwa.

### Okres zaborów
Po II rozbiorze Rzeczypospolitej znalazło się pod zaborem pruskim. Mieszkańcy Gniezna brali udział zrywach powstańczych przeciw zaborcom. W 1794 roku miasto objęte było powstaniem wielkopolskim, które było częścią insurekcji kościuszkowskiej. W tym czasie w Gnieźnie przebywał generał Dąbrowski, który w 1806 roku przybył do Wielkopolski powtórnie inicjując zwycięskie dla Polaków drugie powstanie wielkopolskie. Dzięki niemu całą Wielkopolskę włączono w granice utworzonego pod patronatem Napoleona Księstwa Warszawskiego. Gniezno znajdowało się w jego granicach między 1807 a 1815 rokiem. W latach 1815–1848 w wyniku postanowień kongresu wiedeńskiego księstwo to podzielono na Wielkie Księstwo Poznańskie wchodzące w skład Prus w którego granicach znalazło się Gniezno, oraz Królestwo Kongresowe pod zaborem rosyjskim.
Po kolejnym pożarze w 1819 roku zadecydowano o nowym układzie przestrzennym miasta. Wytyczono rynek i nową ulicę Bolesława Chrobrego, na której wyeksponowana była katedra gnieźnieńska. W ciągu XIX w. wybudowano m.in.: Ratusz, stację kolejową, szpital, rzeźnię, gazownię, koszary, urząd miejski.
W 1848 roku mieszkańcy Gniezna wzięli udział w kolejnym, trzecim już powstaniu wielkopolskim 1848 roku. W 1894 roku otwarto w Gnieźnie Wojewódzki Szpital dla Nerwowo i Psychicznie Chorych Dziekanka.
W latach 1918–1919 było jednym z głównych ośrodków powstania wielkopolskiego. Po włączeniu w 1919 roku do państwa polskiego Gniezno stało się siedzibą władz powiatowych, a pięć lat później uzyskało status miasta wydzielonego. Przywrócono dawny herb miasta z orłem w koronie.

### II wojna światowa
W 1939 po kampanii wrześniowej miejscowość wraz z całą Wielkopolską została zajęta przez III Rzeszę. W 1939 Niemcy skonfiskowali w Gnieźnie zbiory biblioteczne oraz zabytki w miejscowych kościołach oraz katedrach i wywieli je do Niemiec. Nazistowskie władze Niemiec utworzyły na terenie Wielkopolski tzw. Kraj Warty. W okresie okupacji niemieckiej Gniezno wchodziło w skład Rejencji Inowrocławskiej Kraju Warty. Okupanci rozpoczęli masowe wysiedlenia ludności polskiej, a później w ramach akcji Heim ins Reich (pol. „Powrót do domu w Rzeszy”) zasiedlanie miejsc po nich niemieckimi przesiedleńcami z Besarabii, krajów bałtyckich i ZSRR.
W końcu października 1939 Niemcy rozpoczęli tzw. „dzikie wysiedlenia” ludności polskiej z powiatu gnieźnieńskiego oraz z miasta Gniezna. Wysiedlanie mieszkańców przeprowadzały uzbrojone oddziały paramilitarnej organizacji Volksdeutscher Selbstschutz, składającej się z niemieckiej mniejszości narodowej zamieszkałej w II RP w powiecie gnieźnieńskim. Rodzinom nakazywano opuścić domy w ciągu 10 minut. Nieruchomości Polaków przejmowali miejscowi oraz nasiedlani z różnych krajów Niemcy. Tylko w ciągu jednej nocy, 30 listopada 1939, niemieccy okupanci wysiedlili z Gniezna około 1000 osób. Polskie rodziny były wyrzucane ze swoich domów oraz mieszkań i przewożone do obozu dla wysiedlonych mieszczącym się w Gnieźnie, w budynku byłej garbarni obok cukrowni. W obozie tym więziono wysiedlonych Polaków z całego powiatu gnieźnieńskiego. Osadzano ich w halach podzielonych prowizorycznymi przepierzeniami z desek, a ludzie spali na cementowej posadzce pokrytej cienką warstwą słomy. Mimo niskich jesiennych temperatur pomieszczeń nie ogrzewano. Strażnicy obozowi przeprowadzali rewizje i rekwirowali osadzonym pieniądze, biżuterię, obrączki, zegarki oraz wszystkie cenne przedmioty. Więźniowie przebywali w nim od kilku do kilkunastu dni, a potem wywożono ich bydlęcymi wagonami do dystryktu krakowskiego Generalnego Gubernatorstwa i osadzano w forcie Lubicz. Przejściowy obóz przesiedleńczy dla Polaków w Gnieźnie funkcjonował do kwietnia 1940.
21 stycznia 1945 roku do miasta, od strony ul. Witkowskiej, wkroczyła jednostka 1 Gwardyjskiej Armii Pancernej 1 Frontu Białoruskiego Armii Czerwonej. 23 stycznia o godzinie 15 radziecki czołg wywołał pożar archikatedry wystrzeliwując w jej kierunku pocisk artyleryjski, który trafił w jedną z wież katedry. Szybkość ofensywy Armii Czerwonej uniemożliwiła jednak Niemcom grabież zabytków, którzy mieli już spakowane do wywozu najcenniejsze elementy wyposażenia katedry, łącznie z romańskimi Drzwiami Gnieźnieńskimi.

### Okres powojenny
W 1947 roku Gniezno zostało odznaczone przez Radę Państwa Wielką Wstęgą Orderu Odrodzenia Polski za „wytrwałą tysiącletnią walkę z naporem germańskim”. W 1966 roku w Gnieźnie miały miejsce Centralne Uroczystości Tysiąclecia Chrztu Polski oraz Państwa Polskiego. W 1979 roku Gniezno po raz pierwszy odwiedził Jan Paweł II.
W 1992 podczas reorganizacji Kościoła Katolickiego w Polsce, kard. Józef Glemp pełniący dotychczas funkcję metropolity gnieźnieńskiego i warszawskiego został mianowany metropolitą warszawskim. Tym samym Gniezno straciło tytuł stolicy prymasowskiej nadany w 1419 roku. W marcu 1994 roku Gniezno otrzymało tytuł „miasta Świętego Wojciecha” nadany przez Kongregację do spraw Kultu Bożego i Sakramentów. W czerwcu 1997 roku uroczyście obchodzono milenium śmierci św. Wojciecha. W uroczystościach uczestniczył Jan Paweł II, prezydenci siedmiu państw Europy Środkowej i Wschodniej oraz ok. 280 tys. pielgrzymów z Polski i Świata.

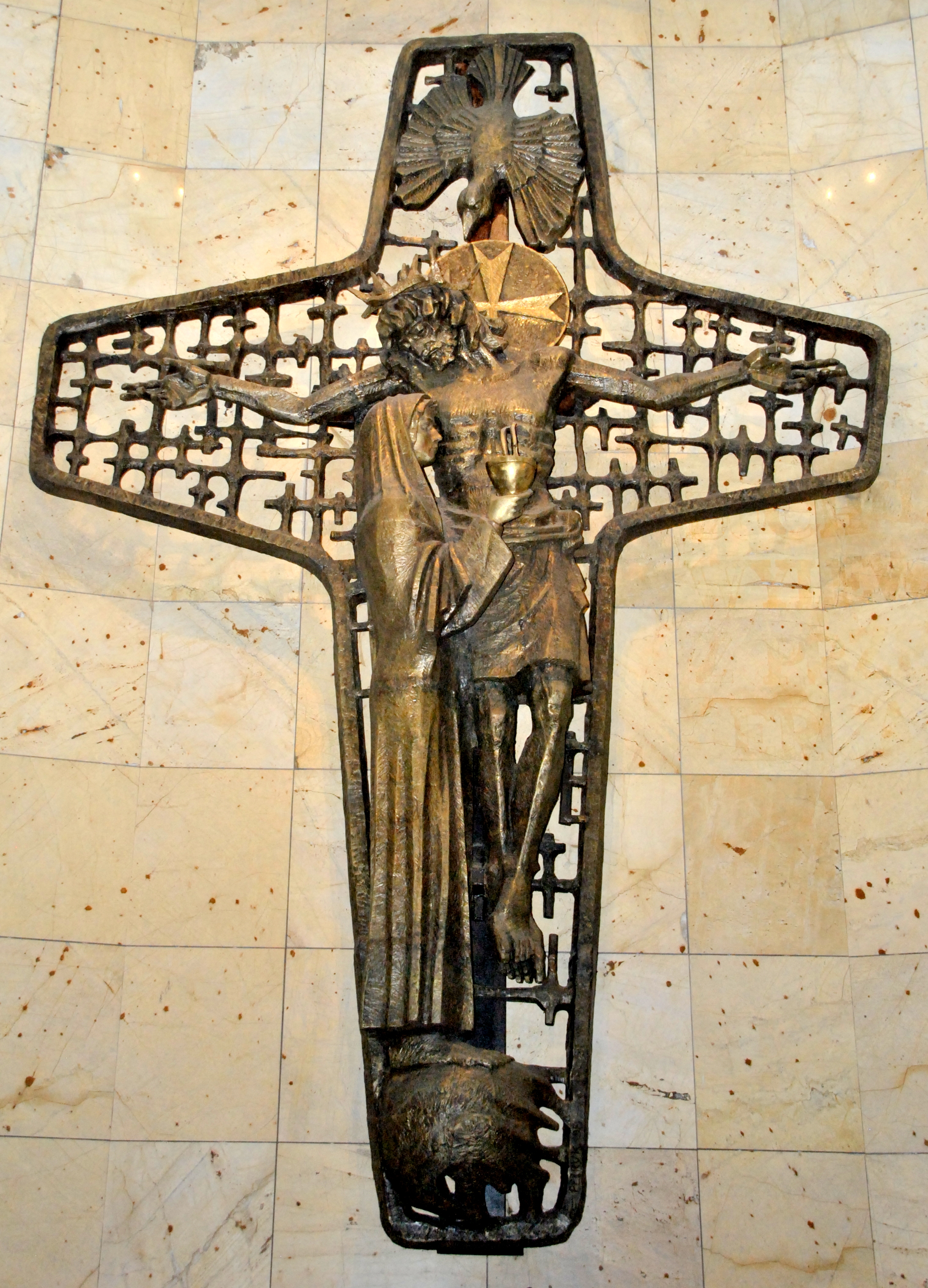
Obraz Rodzącego się Kościoła w kościele bł. Radzyma Gaudentego

W 2000 roku obchodzono milenium Zjazdu Gnieźnieńskiego, którego kulminacją było pierwsze i jedyne w historii odrodzonej Rzeczypospolitej, odbyte 29 kwietnia 2000 w auli I LO w Gnieźnie wyjazdowe, 77 w kadencji, posiedzenie Sejmu RP. Przez cały 2006 rok w Gnieźnie miały miejsce główne Uroczystości Millenium Śmierci bł. Radzyma Gaudentego – pierwszego arcybiskupa metropolity gnieźnieńskiego na Ziemiach Polskich. 19 grudnia 2009 abp Henryk Muszyński został mianowany przez Benedykta XVI prymasem Polski. Tym samym tytuł ten, po prawie dwudziestoletniej przerwie wrócił do Gniezna, gdzie metropolita jest jednocześnie prymasem, bez unii z inną diecezją. Prezydent Lech Kaczyński w ostatnią z podróży w Polsce przed śmiercią wybrał się właśnie do Gniezna na Zjazd Gnieźnieński.
8 maja 2010 roku papież Benedykt XVI mianował nowego metropolitę gnieźnieńskiego prymasa Polski – abp Józefa Kowalczyka, dotychczasowego nuncjusza apostolskiego w Polsce, którego ingres do katedry gnieźnieńskiej nastąpił 26 czerwca.

## Architektura

### Urbanizacja

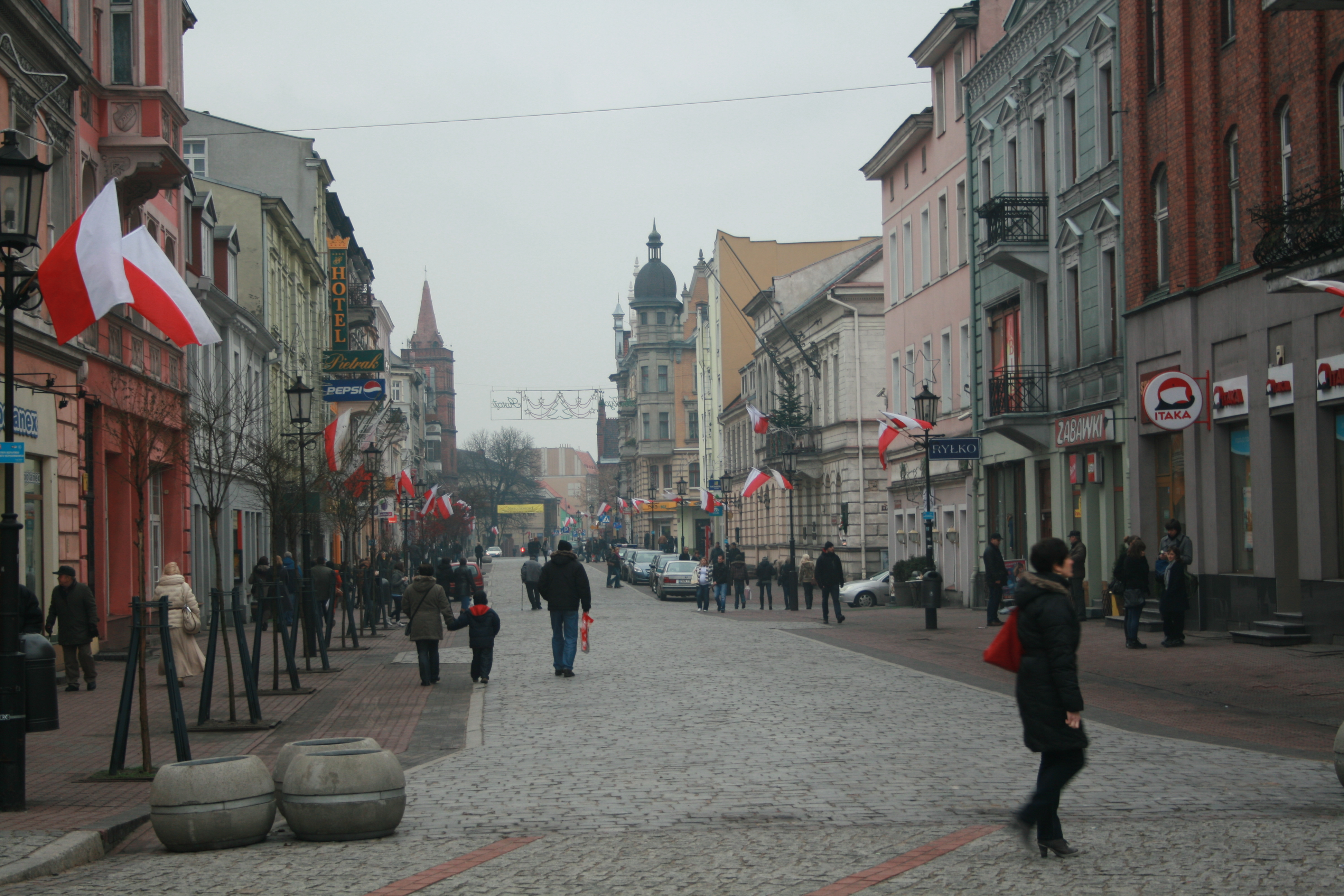
Ulica Bolesława Chrobrego

Intensywny rozwój miasta miał miejsce po pożarze w 1819 roku. Zmieniono układ Rynku oraz ulic i skrzyżowań centrum miasta. W trakcie II wojny światowej hitlerowcy planowali bardzo intensywny rozwój miasta. Spośród ich planów znacznie rozbudowano gnieźnieński węzeł kolejowy zmodernizowano Garbarnię oraz wykonano prace remontowe ulic. Oprócz tego Niemcy przebudowali budynki urzędów oraz budynki mieszkalne, niszcząc ślady polskości w mieście. Po II wojnie światowej zaczęły powstawać dzielnice na obrzeżach miasta na zachód, południe i wschód od centrum. Z biegiem lat, szczególnie po 1990 roku, nastąpił okres intensywnego rozwoju miasta. Na obrzeżach miasta powstały centra handlowe („Goja”, „Galeria Gniezno”). Rozpoczęto renowację ulic głównych, obwodnicy oraz ulic centrum miasta, a później także osiedlowych. Zmodernizowano i unowocześniono sieć komunikacji autobusowej i kolejowej. Powstało też dużo miejsc noclegowych – hoteli i schronisk. W ciągu ostatnich lat utworzono nowe ulice, otworzono pierwszą w mieście galerię (Galeria Gniezno) wraz z hipermarketem. Wybudowano bloki socjalne dla rodzin ubogich oraz rozpoczęto remonty starych kamienic. Obecnie w mieście jest kilkanaście stacji benzynowych.

### Zabytki

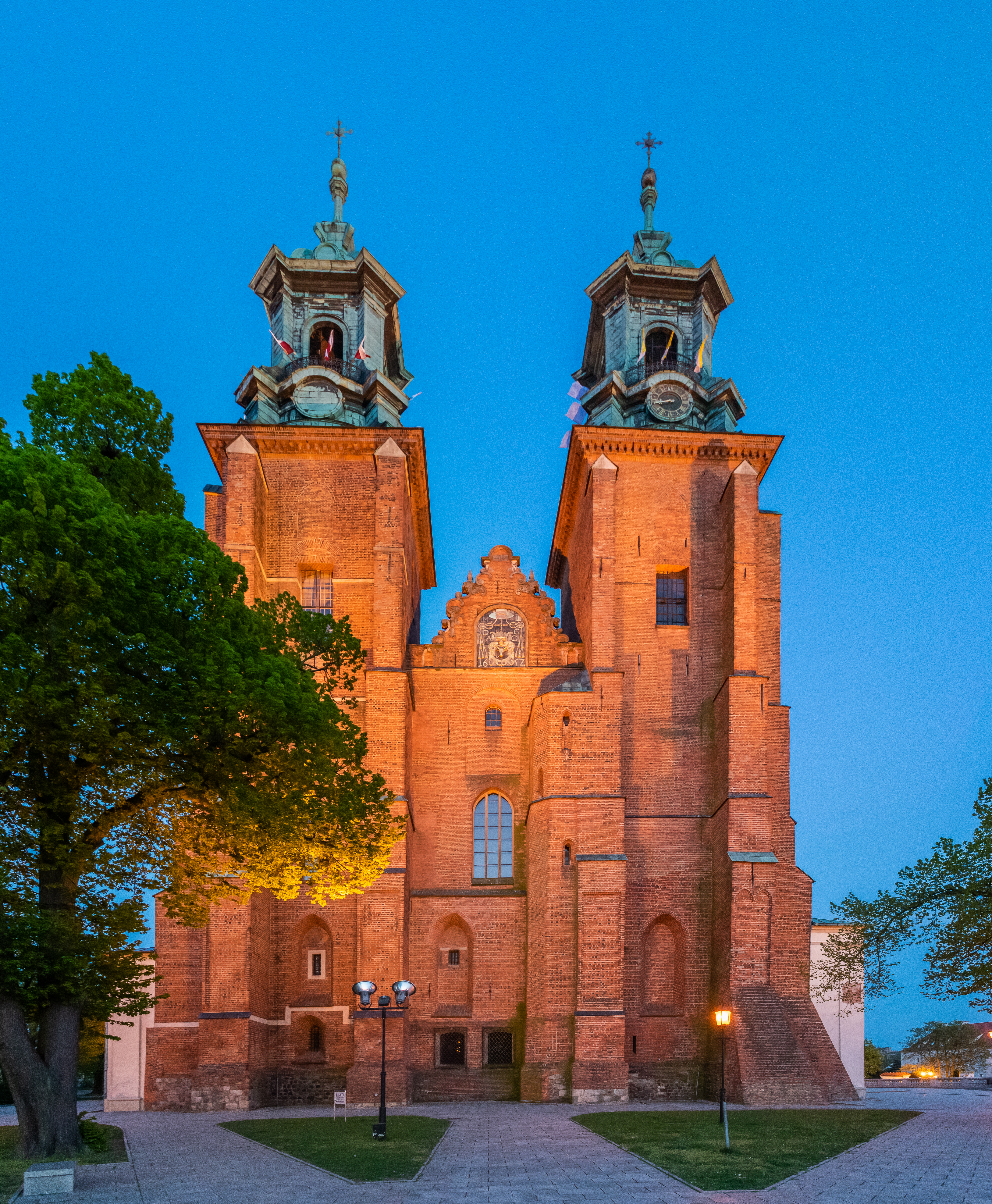
Bazylika archikatedralna Wniebowzięcia NMP i św. Wojciecha

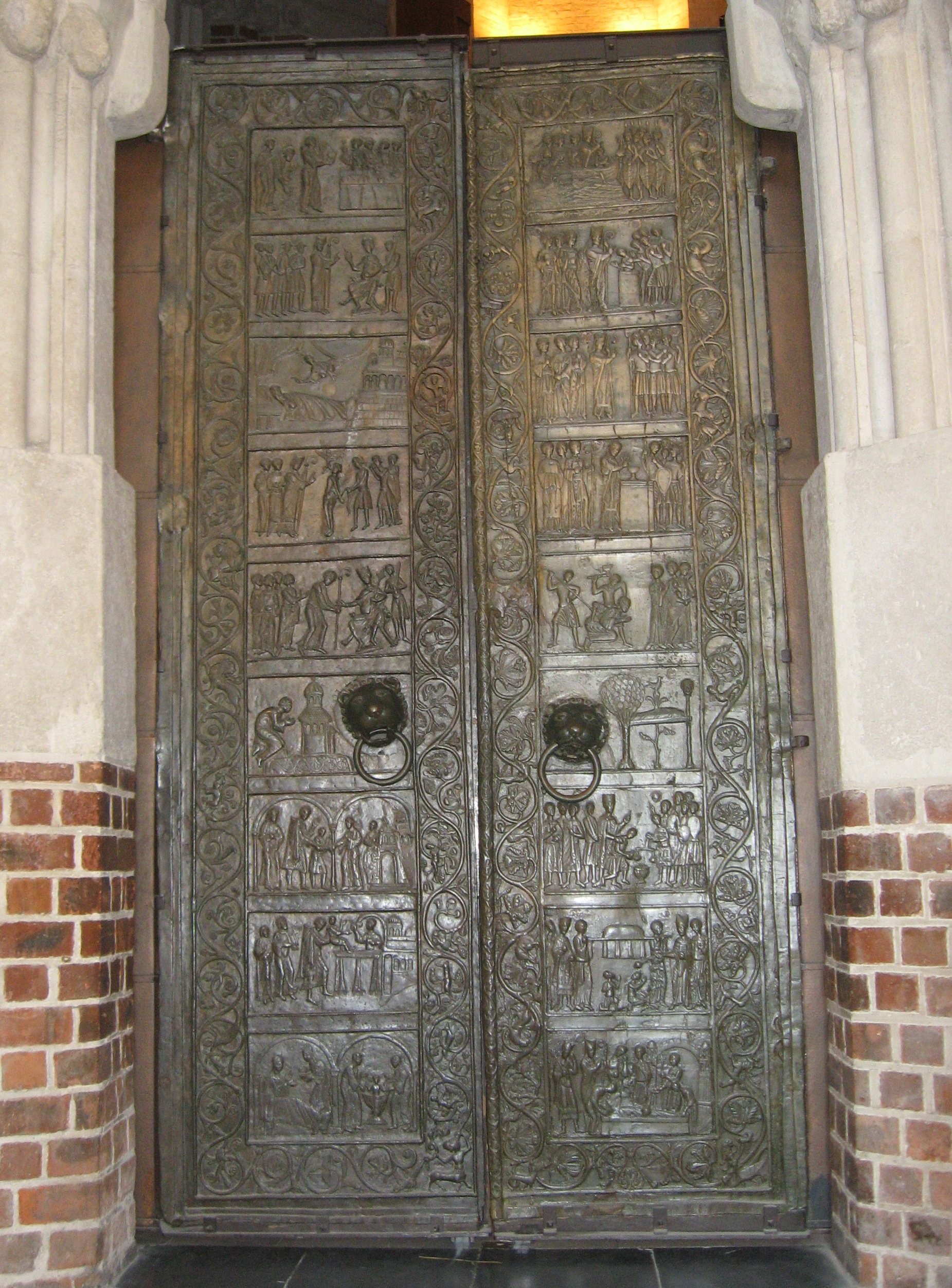
Drzwi Gnieźnieńskie

Największym zabytkiem jest Katedra Gnieźnieńska wraz ze Wzgórzem Lecha. W katedrze znajdują się Drzwi Gnieźnieńskie przedstawiające życiorys św. Wojciecha, Srebrny Relikwiarz tego świętego oraz dwa portale gotyckie. Ponadto nawa główna katedry otoczona jest czternastoma kaplicami, w których pochowano dawnych metropolitów gnieźnieńskich. W podziemiach katedry można zobaczyć m.in. najstarszy w Polsce napis nagrobkowy z ok. 1006, odkryte podczas badań archeologicznych relikty budowli kamiennej z końca IX wieku, a także fragmenty murów bazyliki Mieszka I. Przy katedrze, na Wzgórzu Lecha znajduje się Kolegiata – zespół średniowiecznych budynków wraz z Kościołem św. Jerzego oraz budynkiem Muzeum Archidiecezjalnego, w którym znajduje się m.in. skarbiec katedralny, który obok jasnogórskiego i krakowskiego jest najbogatszym skarbcem katedralnym w Polsce, oraz Archiwum Archidiecezjalne, posiadające jeden z najstarszych i najzasobniejszych w kraju zbiorów muzykaliów, kartografii, rubryceli, schematyzmów diecezjalnych i zakonnych oraz ikonografii.
W pobliżu katedry, w północnej części rynku, mieści się Kościół Wniebowzięcia NMP i św. Antoniego i klasztor oo. franciszkanów, ufundowany przez Przemysła II ok. 1270, z grobem bł. Jolenty. Klasztor wybudowany został w stylu gotyckim i o wystroju barokowym. Na północ od klasztoru znajduje się budynek Gimnazjum nr 1 im. Zjazdu Gnieźnieńskiego, w którym w latach 1906–1907 odbywał się strajk szkolny. Oba zabytki oddziela Dolina Pojednania, w której podczas II Zjazdu Gnieźnieńskiego zasadzono drzewa pokoju. Rośliny wsadzili politycy z kilku krajów Europy (Miloš Zeman z Czech, Gerhard Schröder z Niemiec, Jerzy Buzek z Polski, Mikuláš Dzurinda ze Słowacji i Viktor Orbán z Węgier). Całość ma symbolizować zjednoczenie Europy. Tuż obok szkoły mieści się Kościół św. Jana Chrzciciela wraz z klasztorem bożogrobców, a także sąd rejonowy z 1870 wzniesiony na miejscu zburzonego decyzją władz zaborczych klasztoru Klarysek – jest to miejsce procesu uczestników strajku szkolnego we Wrześni.
Od południowej strony Wzgórza Lecha mieści się klasycystyczna Rezydencja Metropolitów Gnieźnieńskich i Prymasów Polski oraz Rezydencja sufraganów gnieźnieńskich z 1 połowy XIX w. Od strony zachodniej katedry mieści się Plac św. Wojciecha, niedaleko od niego jest Prymasowskie Wyższe Seminarium Duchowne z 1782. Do zabytków sakralnych Gniezna zalicza się także Kościół św. Trójcy – farny – w stylu barokowym, w którego pobliżu znajdują się fragmenty muru obronnego, Kościół bł. Michała Kozala wraz ze szpitalem Dziekanka oraz pięć innych kościołów. Na terenie parafii bł. Michała Kozala mieści się cmentarz, na którym znajduje się kaplica grobowa rodziny Piotrowskich z 1935. Na cmentarzu przy ul. Witkowskiej mieści się kaplica cmentarna z 1912.

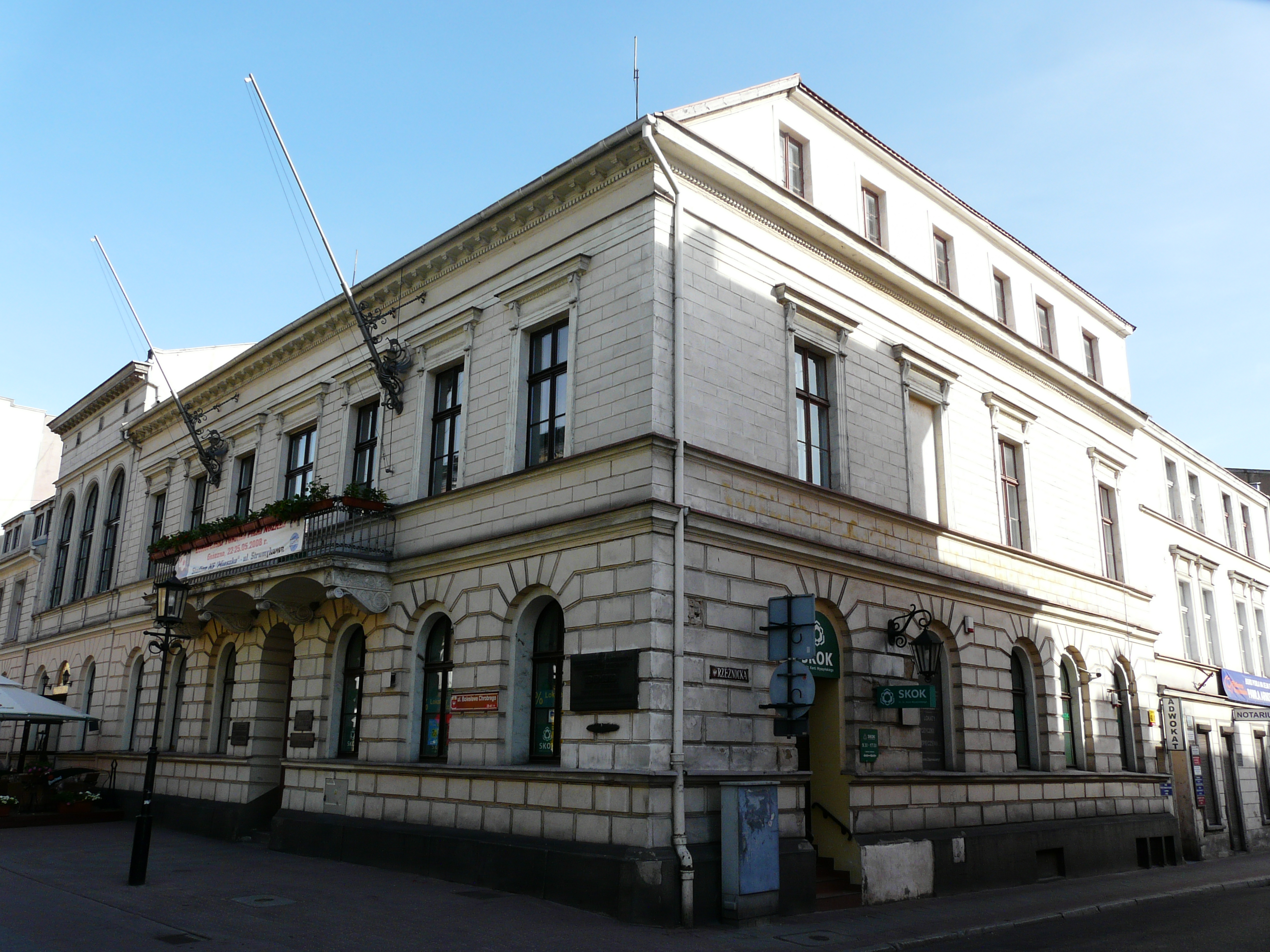
Stary Ratusz

Do zabytków zalicza się także koszary wojskowe przy ul. Wrzesińskiej i J. Sobieskiego, dworzec kolejowy na Winiarach z lat 1887–1894 oraz Stary Ratusz z 1830 wraz z Rynkiem. W pobliżu głównego dworca znajduje się neogotycki budynek poczty z 1890, a także neorenesansowy budynek Urzędu Miejskiego z 1899. Pozostałe zabytki tworzą: willa właściciela dawnej cukrowni z 1883, Budynek dawnej gminy żydowskiej w Gnieźnie (obecnie Szkoła Muzyczna) z 1880, wieża ciśnień z 1889, a także budynek administracyjny dawnych Zakładów Mięsnych z końca XIX w., Zespół Szkół Ekonomiczno-Odzieżowych z 1899–1901, dawny pałac rodziny Grabskich z końca XIX wieku na Kustodii oraz budynek straży pożarnej z początku XX wieku, Miejski Ośrodek Kultury z początku XX wieku, neorenesansowy dawny Uniwersytet Ludowy na Dalkach z 1919–1920, Szkoła Podstawowa nr 6 z 1913–1915 i trybuna stadionu żużlowego przy ul. Wrzesińskiej z 1929.
W 2015, w czasie remontu pomieszczeń dyżurnego Komendy Powiatowej Policji, odkryto freski z początku XX wieku, autorstwa Stanisława Smoguleckiego. Malowidła przedstawiają sceny biblijne, m.in. wskrzeszenie Łazarza. Zbudowany w 1826 budynek komendy pełnił pierwotnie (do okresu międzywojennego) funkcję szpitala św. Jana, a ozdobione polichromiami pomieszczenie – rolę kaplicy szpitalnej. Odkryte malowidła wpisano do rejestru zabytków.
- średniowieczne grodzisko „Wzgórze Lecha”, stan.15
- średniowieczne grodzisko, nr rejestru 1359/A z 1972-03-28; 426/Wlkp/C z 2012-03-13 (stanowisko 8)
- średniowieczne grodzisko pierścieniowate „Gnieźninek”, nr rejestru 1358/A z 1972-03-15; 434/Wlkp/C z 2012-08-23 (stanowisko 18)

### Pomniki

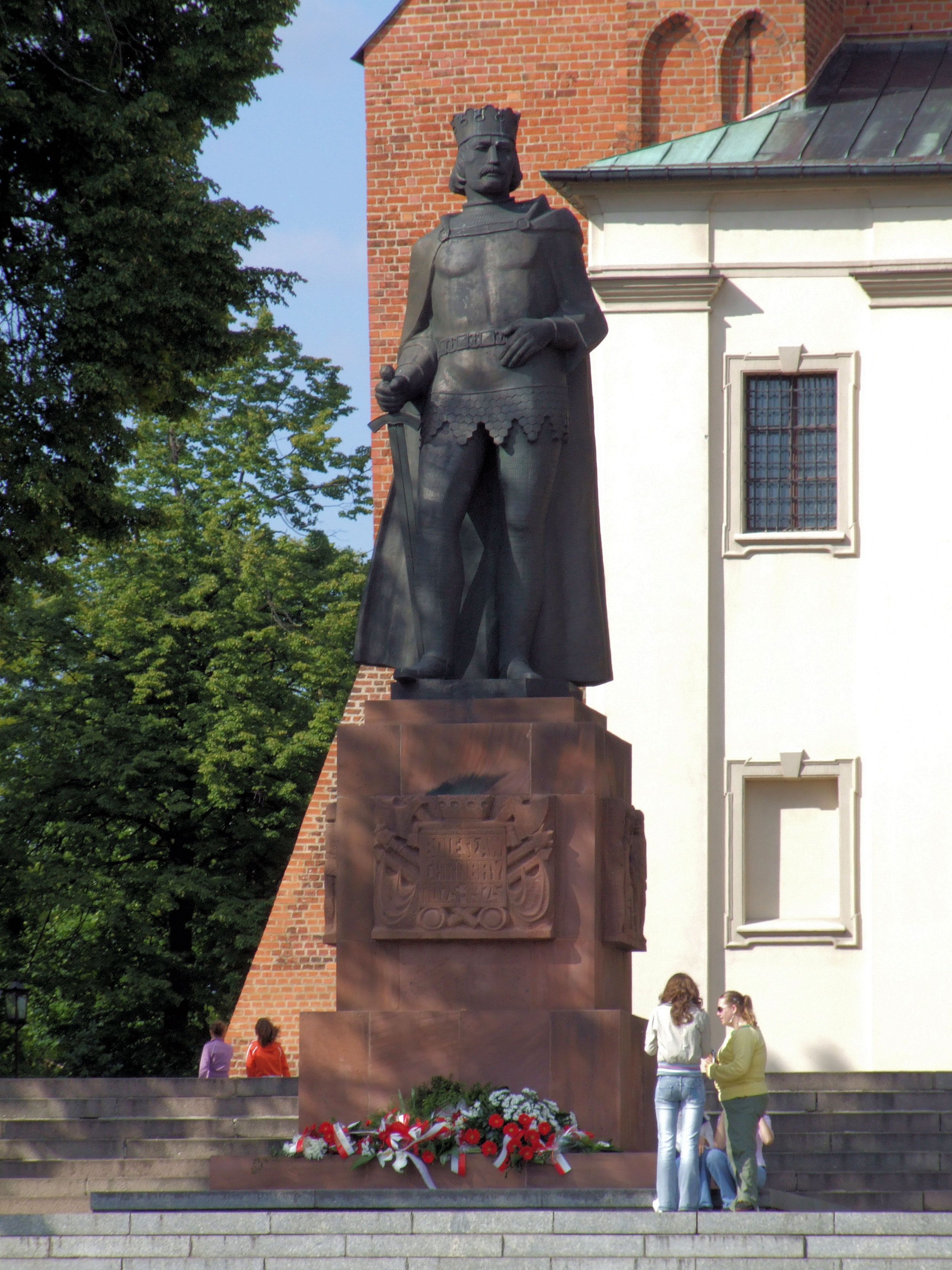
Pomnik Bolesława Chrobrego

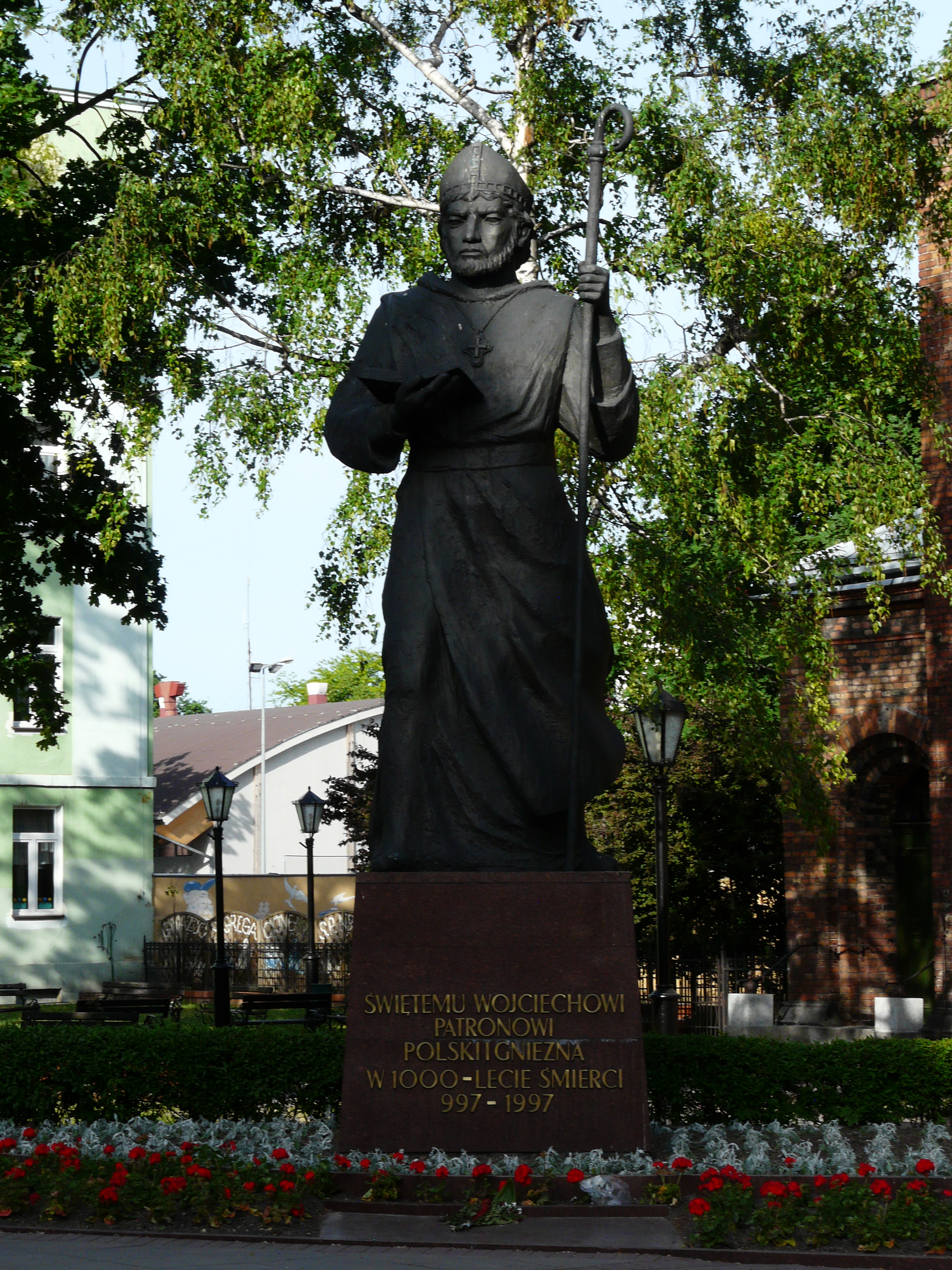
Pomnik św. Wojciecha

W Gnieźnie znajdują się pomniki i monumenty pamięci. Upamiętniają poległych w wojnach czy powstaniach, a także pierwszych władców Polski. Są to:
- pomnik Bolesława Chrobrego przy katedrze;
- pomnik Mieszka I i Bolesława Chrobrego przy Muzeum Początków Państwa Polskiego;
- pomnik św. Wojciecha przy kościele garnizonowym;
- pomnik kard. Stefana Wyszyńskiego w katedrze;
- pomnik Jana Pawła II w kościele bł. Bogumiła;
- pomnik Opatrzności Bożej przy ul. Dworcowej;
- pomnik Powstańców Wielkopolskich 1918–1919, na cmentarzu św. Piotra i Pawła;
- pomnik Powstańców Wielkopolskich 1806, na cmentarzu św. Piotra i Pawła;
- pomnik Aleksandra Piotrowskiego – założyciela szpitala „Dziekanka”, na terenie tego szpitala;
- pomnik Harcerzy Pomordowanych i Poległych za Ojczyznę – na skwerze im. Orląt Lwowskich;
- pomnik ku czci poległych w latach II wojny światowej – na terenie Parku im. T. Kościuszki;
- pomnik upamiętniający pielgrzymki Jana Pawła II do Gniezna usytuowany na Placu Świętego Wojciecha[73];
- pomnik przyjaźni Polsko-Azerbejdżańskiej przy I Liceum Ogólnokształcącym
- pomniki, rzeźby i makiety Traktu Królewskiego w Gnieźnie.

### Rzeźby i płaskorzeźby
W Gnieźnie znajdują się również rzeźby i płaskorzeźby. Są to:
- rzeźba pt. „Obraz Rodzącego się Kościoła” w kościele bł. Radzyma Gaudentego,
- płaskorzeźba Prymasa Tysiąclecia kard. Stefana Wyszyńskiego na froncie Domu parafialnego parafii bł. Radzyma Gaudentego.

### Instalacje
- Krąg Darczyńców – ułożonych w nawierzchni Rynku, ponad sto spiżowych i kilkanaście granitowych tablic z wyrytymi herbami miast i nazwami instytucji które wsparły finansowo miasto w organizacji obchodów 1000-lecia śmierci św. Wojciecha[74].
- Kamienna mapa Europy – istniejąca w latach 2003–2019 u zbiegu ulic: A. Piotrowskiego i J. Kostrzewskiego, mapa ułożona przez młodzież szkolną z 70 tysięcy (liczba mieszkańców Gniezna) kamieni polnych, z okazji milenium Zjazdu Gnieźnieńskiego[75].

### Zieleń miejska
W mieście znajduje się kilka parków miejskich. Należy do nich przede wszystkim główny park im. gen. Władysława Andersa (15,9 ha), Park XXV-lecia (14,2 ha), Park Piastowski (8,19 ha), Park Trzech Kultur (3,5 ha), a także park im. Tadeusza Kościuszki, park im. Ryszarda Kaczorowskiego i Dolina Pojednania razem zajmujące obszar 2,9 ha. Również zieleń miejską stanowią cmentarze (14,8 ha) i zieleń uliczna oraz osiedlowa o łącznej powierzchni ok. 104 ha, czy Skwer Orląt Lwowskich. Elementem zieleni miejskiej są także: teren szpitala „Dziekanka”, który otoczony jest lasem mieszanym, oraz 25 ogrodów działkowych zajmujących powierzchnię ok. 140 ha. Tereny zieleni zajmują 541 ha z czego grunty leśne wraz z terenami Nadleśnictwa Gniezno leżącymi w mieście zajmują 494,4 ha. Tereny leśne znajdują się również nad jeziorami Winiary i Jelonek i stanowią ok. 75% zalesienia Gniezna. Na południowych kresach miasta rozciąga się Las Miejski należący do gnieźnieńskiego Nadleśnictwa. Charakteryzuje się on drzewostanem mieszanym o lesistości 14,9%.
W 2020 roku powołano pomnik przyrody dąb szypułkowy "Lech" o obwodzie 352 cm. Drzewo rośnie na terenie Parku Piastowskiego od strony ul. Łąkowej.

### Stosunki wodne
Gniezno znajduje się na Pojezierzu Gnieźnieńskim. Na terenie miasta jest pięć jezior: Jezioro Jelonek (Wenecja) na zachodzie, Jezioro Winiary (Łazienki) na północy, Jezioro Świętokrzyskie w centrum, Jezioro Koszyk na północnym wschodzie i Jezioro Zacisze na południowym zachodzie miasta. Wokół miasta znajduje się wiele innych jezior, np. jezioro Wierzbiczany, Jezioro Pyszczyńskie, Jezioro Wełnickie. Przez północno-wschodnią część miasta przepływa rzeka Wełna – dopływ Warty, a przez środkową część (od jeziora Zacisze przez jezioro Jelonek i jezioro Świętokrzyskie oraz jezioro Pyszczyńskie, uchodząca do rzeki Wełny za mostem w leśniczówce „Brody”) rzeka Struga Gnieźnieńska (tzw. Wełnianka). Teren miasta pokryty jest wieloma stawami, głównie w południowej części.

## Turystyka

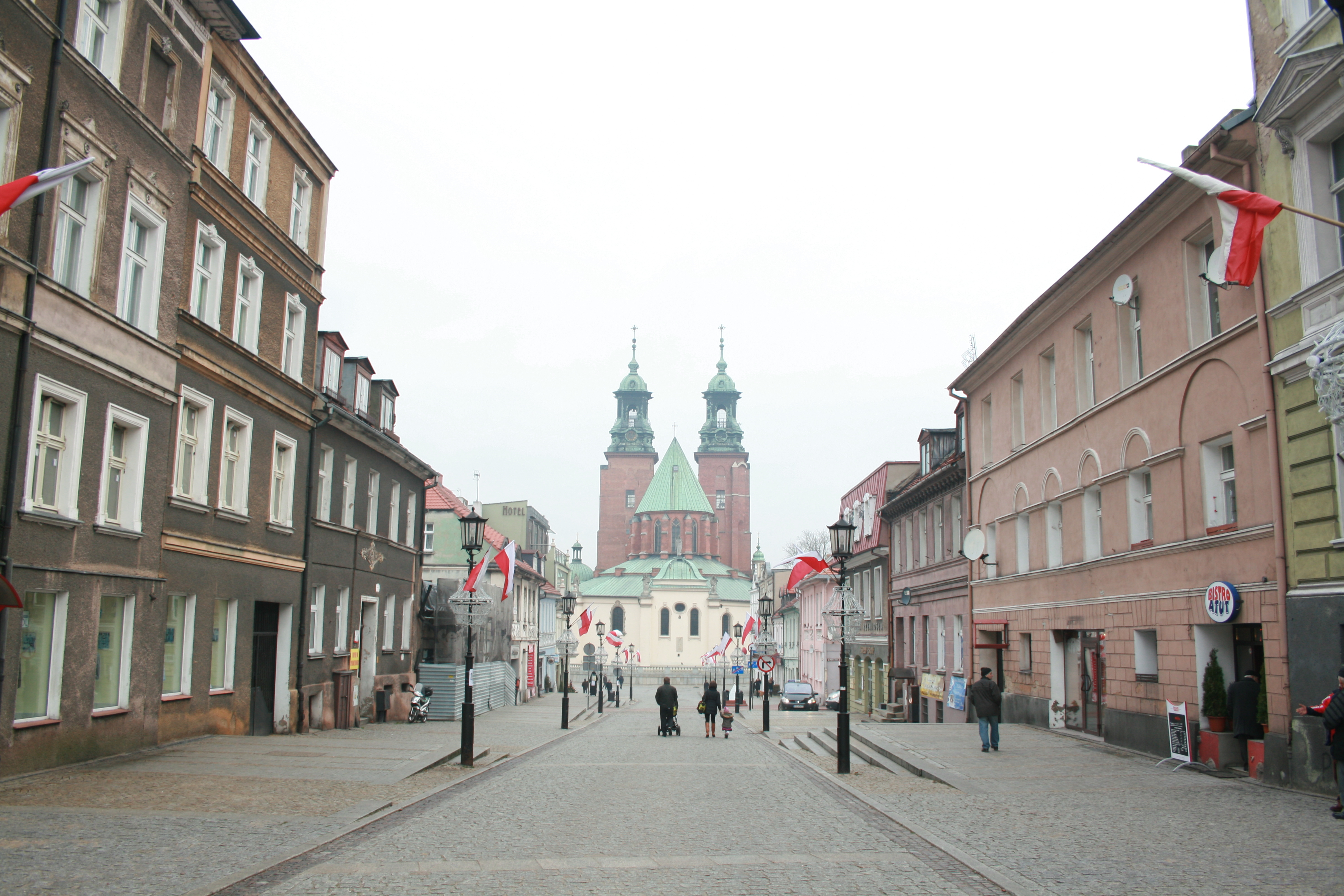
Katedra widziana z uliczek starego miasta

Miasto posiada zabytki i atrakcje turystyczne. Zwiedzanie pierwszej stolicy Polski ułatwia punkt informacji turystycznej mieszczący się w budynku Starego Ratusza (przy ul. Chrobrego), świadczące również usługi przewodnickie. W Gnieźnie znajduje się obecnie dziewięć hoteli, z czego cztery oferują własne restauracje. Większość hoteli jest cztero- lub trzygwiazdkowa. W mieście, przy Gimnazjum nr 2 działa Szkolne Schronisko Młodzieżowe, a także Internat Medycznego Studium Zawodowego i Specjalny Ośrodek Szkolno-Wychowawczy nr 2. Przez Gniezno przebiega kilka szlaków turystycznych: Szlak Piastowski, Szlak Romański, Wielkopolska Droga św. Jakuba oraz Szlak Pałaców i Dworów Powiatu Gnieźnieńskiego. Ponadto w Gnieźnie są także szlaki piesze: żółty, niebieski, czerwony oraz Szlak Lednicki. Szlak żółty jest szlakiem pamięci ofiar II wojny światowej, a czerwony to szlak wyprawy gimnazjalistów trzemeszeńskich w 1863 roku.
W 2018 roku, na terenie miasta powstała nowa atrakcja turystyczna – Trakt Królewski w Gnieźnie. Zrealizowany przez Urząd Miejski szlak pieszy, opiera się na rozsianych po centrum rzeźbach, makietach, tablicach informacyjnych oraz interaktywnych infokioskach. Trasa pomiędzy poszczególnymi obiektami Traktu zahacza o większość zabytków historycznego centrum miasta. Od 2021 funkcjonuje zaprojektowany przez Dawida Junga Szlak Znani Nieznani, który związany jest z wybitnymi, lecz często zapomnianymi mieszkańcami Gniezna.

## Demografia
Powierzchnia miasta obejmuje 49 km², co daje gęstość zaludnienia równą 1718 osób na 1 km². Miasto pod względem powierzchni zajmuje 74. lokatę w Polsce, a pod względem liczby ludności 56. miejsce.
| Typ wieku        | 1998   | 2011   |
| ---------------- | ------ | ------ |
| Przedprodukcyjny | 14 988 | 12 878 |
| Produkcyjny      | 47 966 | 45 610 |
| Poprodukcyjny    | 9421   | 11 834 |

| Rodzaj                   | 1995   | 2001   | 2008   |
| ------------------------ | ------ | ------ | ------ |
| Ogółem                   | 71 234 | 70 217 | 69 667 |
| Faktycznie zamieszkałych | 70 977 | 70 156 | 69 716 |

Według danych z 2008 ludność miasta w wieku przedprodukcyjnym wynosi 10 642, w wieku produkcyjnym 45 537, a w wieku poprodukcyjnym 10 948. W porównaniu z 1998 rokiem ludność w dwóch pierwszych grupach wiekowych zmalała kolejno o ok. 4000 i 2000 osób. Odnotowano jednak wzrost liczby mieszkańców w grupie wiekowej poprodukcyjnej, gdzie wzrost wynosi ok. 1000 mieszkańców. W 1995 przyrost naturalny wynosił 27 osób, a w ciągu 13 lat wzrósł o ok. 100 osób i w 2008 wyniósł 129 osób.

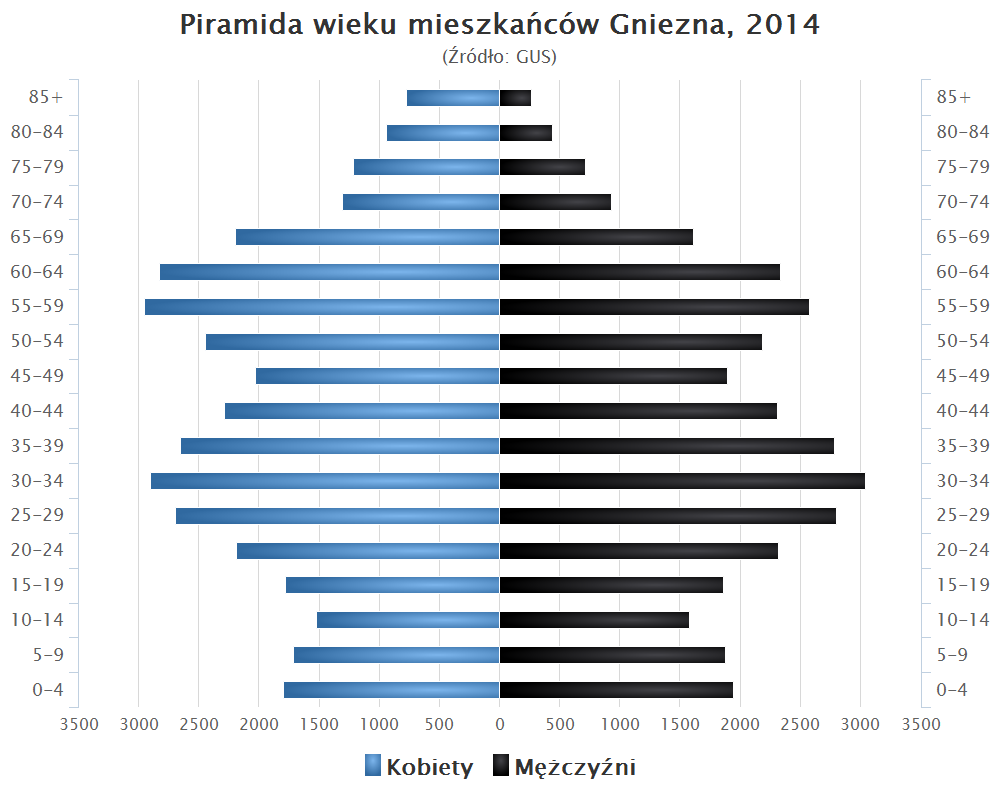
Piramida wieku mieszkańców Gniezna w 2014 roku

## Gospodarka

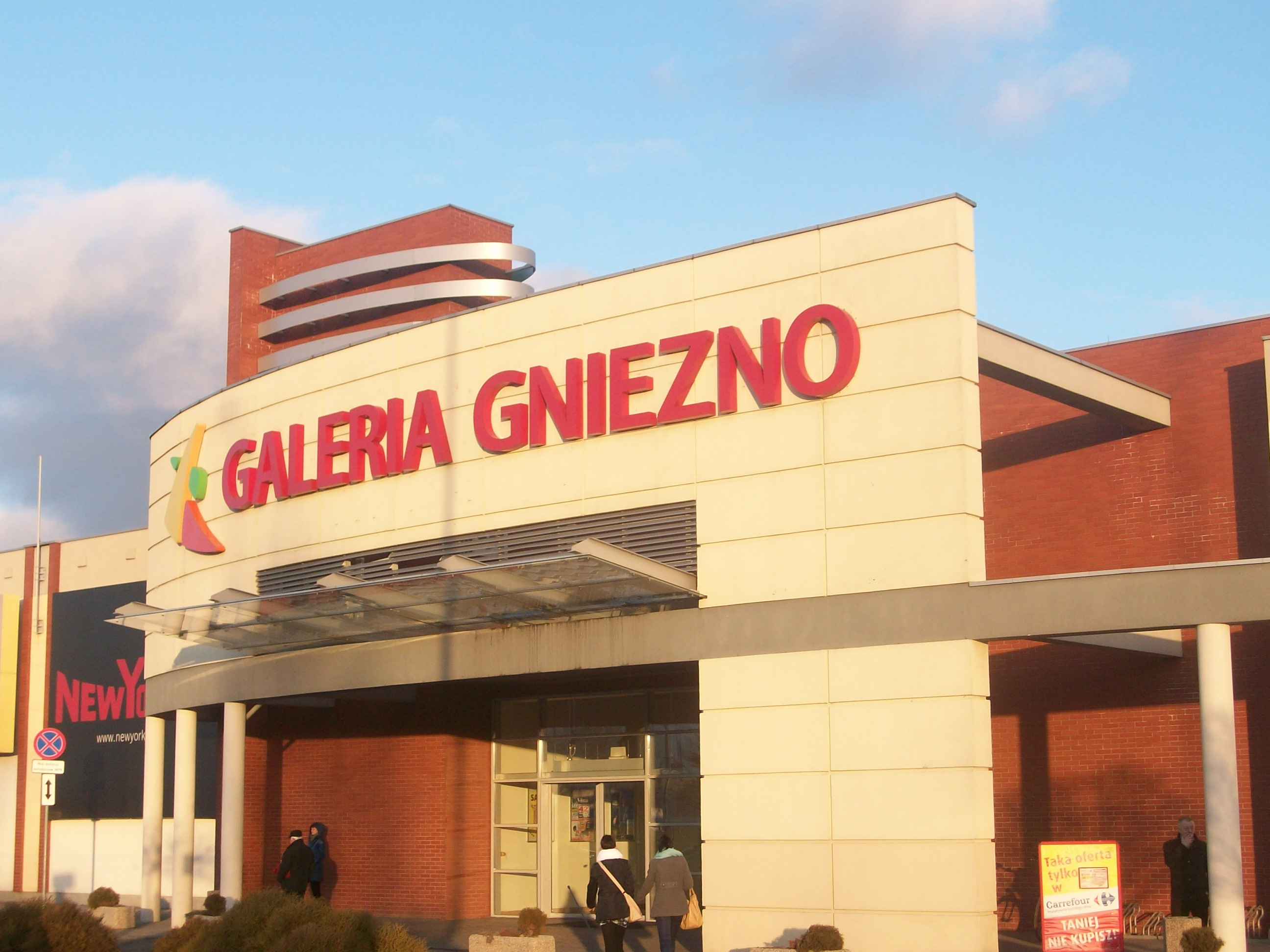
Galeria Gniezno

W Gnieźnie znajduje się około pięćdziesięciu dużych przedsiębiorstw i zakładów przemysłowych; liczne grono stanowią też małe przedsiębiorstwa. Główne podmioty gospodarcze miasta stanowią takie przedsiębiorstwa, jak: NB Polska – VELUX – producent okuć i okien dachowych, Panasonic Energy Poland S.A. – największy w Europie i jedyny w Polsce producent baterii cynkowo-węglowych, Jeremias sp. z o.o. – producent systemów kominowych, Kirchhoff Automotive – producent podzespołów motoryzacyjnych, Polanex Sp. z o.o. – producent koszul męskich, Trepko Sp. z o.o. – producent maszyn i urządzeń pakujących dla przemysłu spożywczego, Scanclimber Sp. z o.o. – producent wind i dźwigów budowlanych, Tompla Koperty Sp. z o.o. – producent kopert i opakowań firmowych, Polmo-Gniezno – producent kół zębatych i przekładni zębatych, Kornecki – fabryka obuwia,  Alliance Confection Sp. z o.o. – producent pokrowców meblowych oraz Euroverlux Sp. z o.o. – firma zajmująca się zdobnictwem butelek.
Do głównych podmiotów należy również Enea S.A. – dystrybutor energii elektrycznej w Gnieźnie – oferująca klientom wachlarz usług związanych z energią elektryczną i uzupełniających jej sprzedaż przede wszystkim na terenie województwa wielkopolskiego i kujawsko-pomorskiego. Są to największe zakłady przemysłowe i usługowe w mieście, stanowiące znaczącą część gnieźnieńskiej gospodarki. Swój kapitał zaangażowały w Gnieźnie różne koncerny naftowe, budując nowoczesne stacje benzynowe z zapleczem usługowo-handlowym.

### Rynek pracy
| Rok       | 1995  | 1996  | 1997  | 1998  | 1999  | 2000  | 2001  | 2002  | 2003  | 2004  | 2005  | 2006  | 2007  | 2008  | 2009  | 2010  | 2011  | 2012  | 2013  | 2014  | 2015  | 2016  | 2017  | 2018  | 2019  |
| --------- | ----- | ----- | ----- | ----- | ----- | ----- | ----- | ----- | ----- | ----- | ----- | ----- | ----- | ----- | ----- | ----- | ----- | ----- | ----- | ----- | ----- | ----- | ----- | ----- | ----- |
| Ogółem    | 19860 | 20314 | 21122 | 20112 | 17901 | 16423 | 16749 | 15949 | 16405 | 16094 | 16324 | 16186 | 16716 | 17584 | 18239 | 17431 | 16774 | 16835 | 16992 | 17197 | 17526 | 17501 | 18093 | 18353 | 18417 |
| Rolnictwo | 183   | 145   | 122   | 131   | 126   | 129   | 139   | 127   | 122   | –     | –     | –     | –     | –     | –     | –     | –     | –     | –     | –     | –     | –     | –     | –     | –     |
| Przemysł  | 9531  | 9618  | 10265 | 9460  | 8642  | 7612  | 6858  | 6003  | 6085  | –     | –     | –     | –     | –     | –     | –     | –     | –     | –     | –     | –     | –     | –     | –     | –     |
| Usługi    | 10146 | 10551 | 10735 | 10521 | 9133  | 8682  | 9752  | 9819  | 10198 | –     | –     | –     | –     | –     | –     | –     | –     | –     | –     | –     | –     | –     | –     | –     | –     |

Źródło – Bank Danych Lokalnych GUS, dostęp 2017-07-24

#### Bezrobocie
W 2009 roku nastąpił gwałtowny wzrost bezrobocia (osób zarejestrowanych w urzędzie). Od października, gdzie liczba bezrobotnych wynosiła ponad 5000 osób, do sierpnia 2009 liczba zarejestrowanych wzrosła o ponad 20%. Największy wzrost miał miejsce między styczniem a marcem oraz w sierpniu. Według danych Powiatowego Urzędu Pracy w sierpniu stopa bezrobocia wyniosła ponad 8,5% mieszkańców miasta, z czego ok. 70% stanowią kobiety. Zaledwie około 13% bezrobotnych ma prawo do zasiłku.
Bezrobocie rejestrowane w Gnieźnie wynosiło w 2020 roku 4,0% (4,5% wśród kobiet i 3,6% wśród mężczyzn).

## Administracja

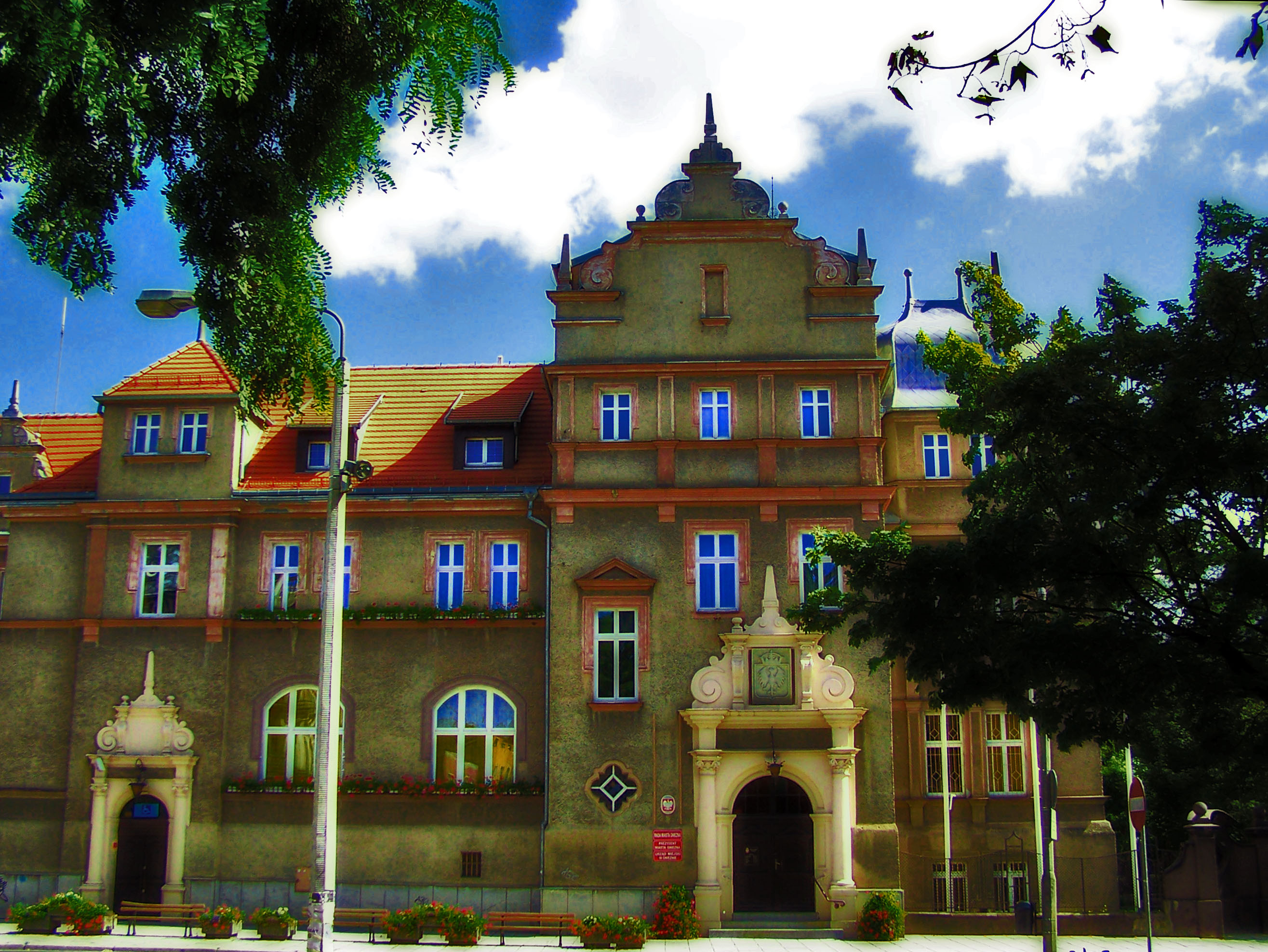
Urząd Miasta

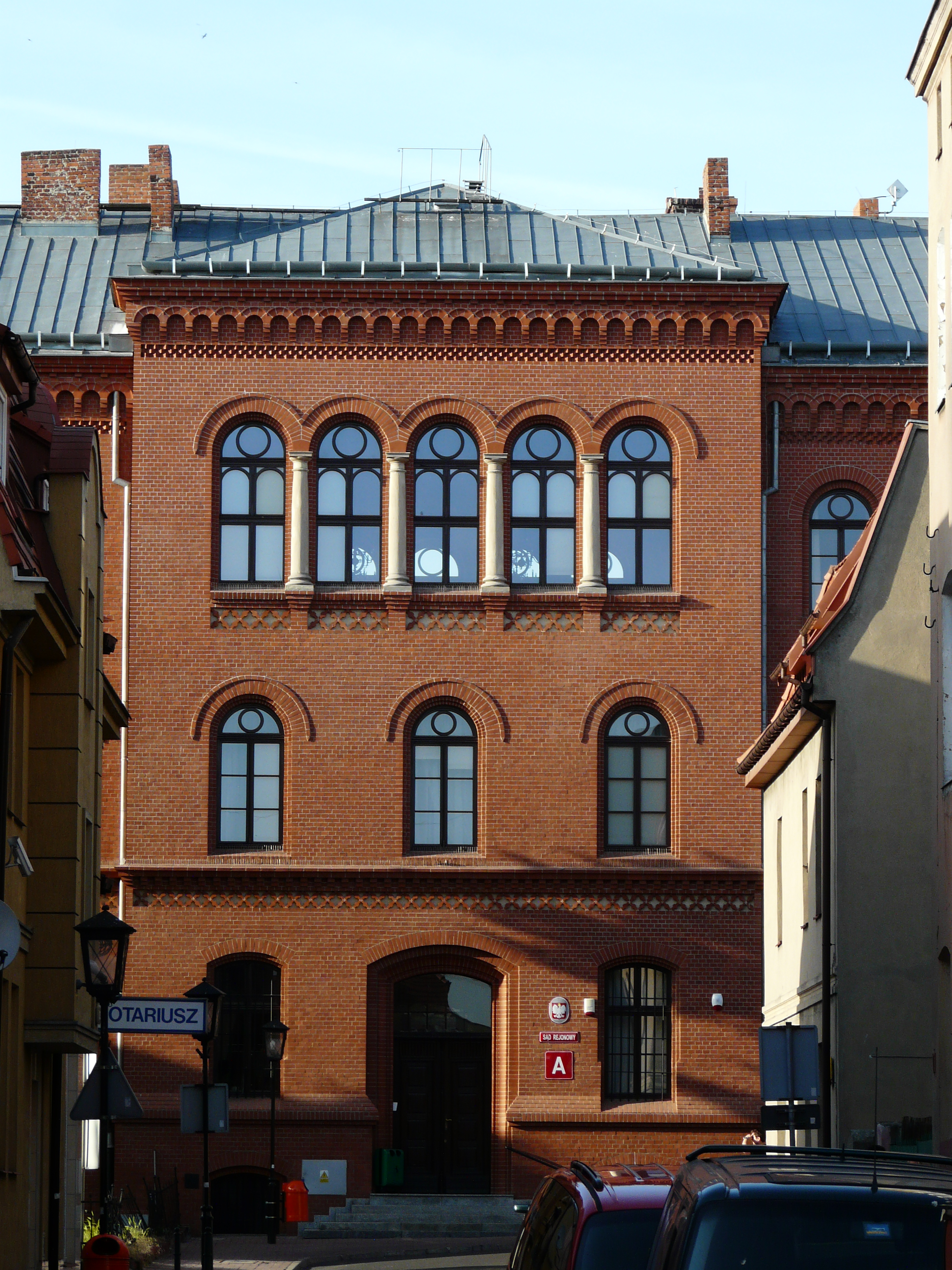
Budynek Sądu Rejonowego w Gnieźnie

Gniezno jest gminą o statusie miasta. W Radzie Miasta Gniezna zasiada 23 radnych. Organem wykonawczym władz jest prezydent, którym obecnie jest Michał Powałowski. Siedzibą władz jest budynek Urzędu Miejskiego w Gnieźnie przy ul. Lecha.
| Imię Nazwisko       | Okres sprawowania urzędu     |
| ------------------- | ---------------------------- |
| Bogdan Trepiński    | 1990–2002                    |
| Jaromir Dziel       | 2002–2006                    |
| Jacek Kowalski      | 2006-2014                    |
| Tomasz Jakub Budasz | 1 grudnia 2014 - 6 maja 2024 |
| Michał Powałowski   | od 6 maja 2024               |

### Rada miasta
| Ugrupowanie                            | Kadencja 2002−2006 | Kadencja 2006−2010 | Kadencja 2010–2014 | Kadencja 2014–2018 | Kadencja 2018–2023 | Kadencja 2024–2028 |
| -------------------------------------- | ------------------ | ------------------ | ------------------ | ------------------ | ------------------ | ------------------ |
| Koalicja dla Pierwszej Stolicy         | –                  | –                  | –                  | –                  | 17                 | 15                 |
| Obywatelska Wspólnota Samorządowa      | 11                 | 3                  | –                  | –                  | –                  | –                  |
| Nowe Gniezno – Nowy Powiat             | 10                 | –                  | –                  | –                  | –                  | –                  |
| Stowarzyszenie „Ziemia Gnieźnieńska”   | 9                  | 3                  | –                  | –                  | –                  | 4                  |
| Platforma Obywatelska                  | –                  | 6                  | 7                  | 9                  | –                  | –                  |
| Sojusz Lewicy Demokratycznej           | 3 (SLD-UP)         | 6 (LiD)            | 8                  | 3                  | –                  | –                  |
| Prawo i Sprawiedliwość                 | –                  | 5                  | 3                  | 1                  | 5                  | 4                  |
| Ziemia Gnieźnieńska-Gniezno XXI        | –                  | –                  | 5                  | 3                  | –                  | –                  |
| KWW Józef Witkowski                    | –                  | –                  | –                  | 2                  | –                  | –                  |
| Gnieźnieńskie Porozumienie Samorządowe | –                  | –                  | –                  | –                  | 1                  | –                  |
| SOS dla Gniezna                        | –                  | –                  | –                  | 1                  | –                  | –                  |
| JPL                                    | –                  | –                  | –                  | 1                  | –                  | –                  |
| Stowarzyszenie „Wielkopolanie”         | –                  | –                  | –                  | 1                  | –                  | –                  |
| Czas na Zmiany                         | –                  | –                  | –                  | 1                  | –                  | –                  |
| KWW Bogusława Młodzikowska             | –                  | –                  | –                  | 1                  | –                  | –                  |

Gniezno jest członkiem Związku Miast Polskich.
Miasto jest siedzibą starostwa gnieźnieńskiego oraz gminy wiejskiej Gniezno. W Gnieźnie działa prokuratura rejonowa, sąd rejonowy, a także urzędy rangi powiatowej i gminnej.
Mieszkańcy Gniezna wybierają posłów na Sejm z okręgu wyborczego nr 37 (Konin), a posłów do Parlamentu Europejskiego z okręgu wyborczego nr 7.
W celu podkreślenia tradycji stołeczności Gniezna, jak również związków ze św. Wojciechem, w stosunku do organu stanowiącego miasta stosuje się w uroczystych momentach nazwę Rada Miasta Gniezna – Pierwszej Stolicy Polski – Miasta św. Wojciecha – Stołecznego Królewskiego Miasta Gniezna.

### Podział administracyjny

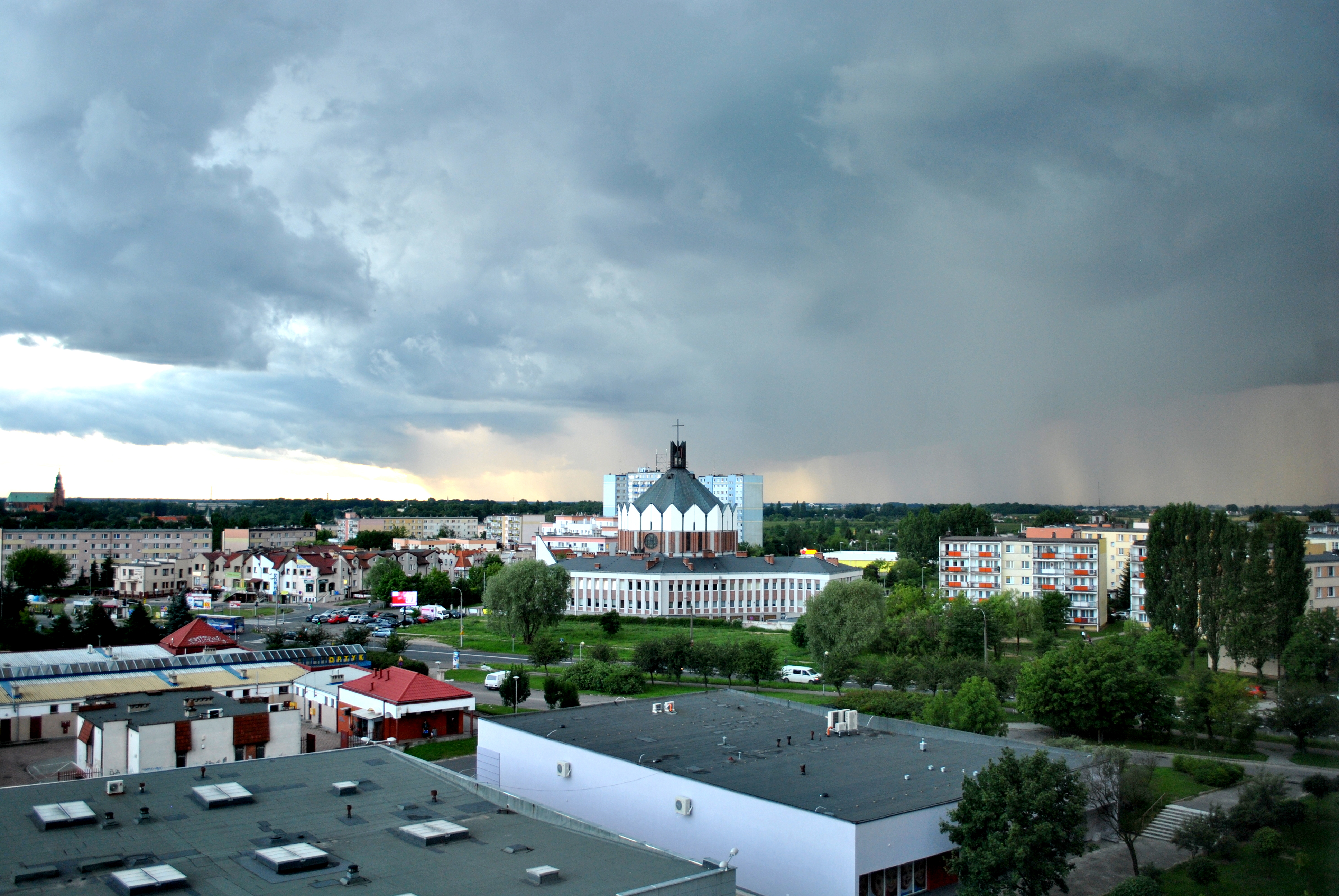
Winiary (osiedle)

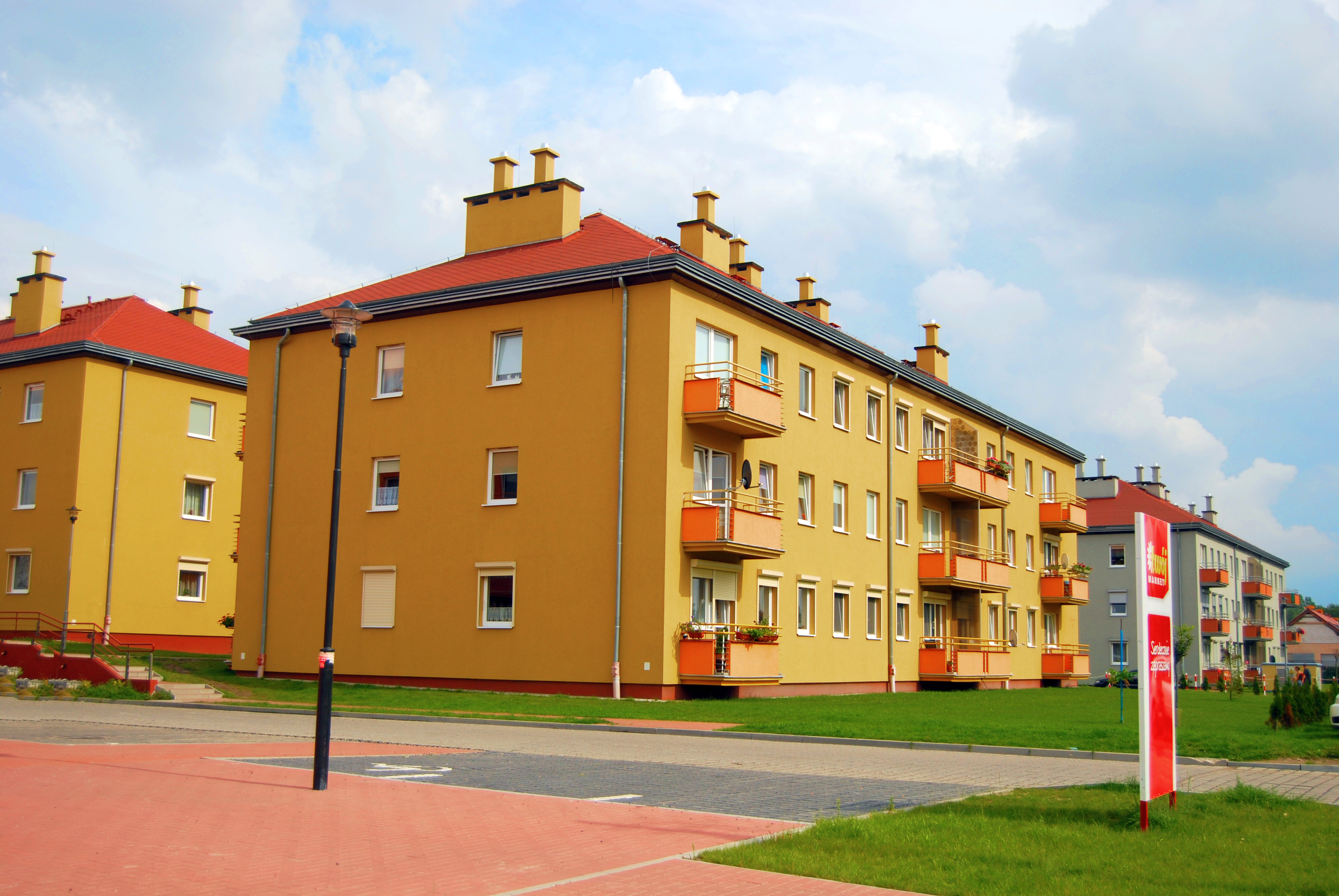
Kawiary (osiedle)

W Gnieźnie jest 12 jednostek pomocniczych, zwanych osiedlami, których mieszkańcy wyłaniają rady osiedlowe, a te z kolei zarządy rad osiedlowych. Osiedla Gniezna:
1. Stare Miasto[114]
2. Tysiąclecie[115]
3. Ustronie
4. Winiary[116]
5. Arkuszewo[117]
6. Kawiary-Osiniec[118]
7. Grunwaldzkie[119]
8. Pustachowa-Kokoszki[120]
9. Dalki[121]
10. Piekary[122]
11. Skiereszewo[123]
12. Róża[124]

## Miasta partnerskie
| Miasto i państwo        | Obszary współpracy | Data rozpoczęcia współpracy                                          | Data zakończenia współpracy |
| ----------------------- | --- | -------------------------------------------------------------------- | --------------------------- |
| Anagni (Włochy)         | podtrzymywanie więzi pomiędzy władzami obu miast, wspieranie wymiany między mieszkańcami w wymiarze społecznym, kulturalnym i ekonomicznym | 8 listopada 1995                                                     |                             |
| Falkenberg (Szwecja)    | współpraca w zakresie organizacji administracji, wymiana szkolna, kulturalna i sportowa, wymiana doświadczeń, wspieranie turystyki         | 29 października 1990                                                 |                             |
| Humań (Ukraina)         | rozpowszechnianie wiedzy o obu miastach, wymiana kulturalna, oświatowa oraz sportowa                                                       | 2 maja 2005                                                          |                             |
| Ostrzyhom (Węgry)       | Klub Polsko-Węgierski, mniejszość polska na Węgrzech, wymiana kulturalna, oświatowa i sportowa                                             | 23 kwietnia 1994 (w Gnieźnie) / 23 października 1994 (w Ostrzyhomie) |                             |
| Radziwiliszki (Litwa)   | wymiana kulturalna i sportowa | 2006/2007                                                            |                             |
| Saint-Malo (Francja)    | wymiana szkolna, kulturalna, sportowa, tematyka ochrony środowiska                                                                         | początek lat 90.                                                     |                             |
| Siergijew Posad (Rosja) | wymiana kulturalna, ekumenizm między Kościołem katolickim a Cerkwią prawosławną                                                            | 2 listopada 2007                                                     | 2022                        |
| Spira (Niemcy)          | spotkania kulturalne i historyczne mieszkańców obu miast                                                                                   | 6 kwietnia 1992                                                      |                             |
| Veendam (Holandia)      | wymiana historyczna i kulturalna | 2 maja 1990                                                          |                             |
| Roskilde (Dania)        | wymiana kulturalna i oświatowa | 11 grudnia 1991                                                      | czerwiec 2007               |

## Infrastruktura

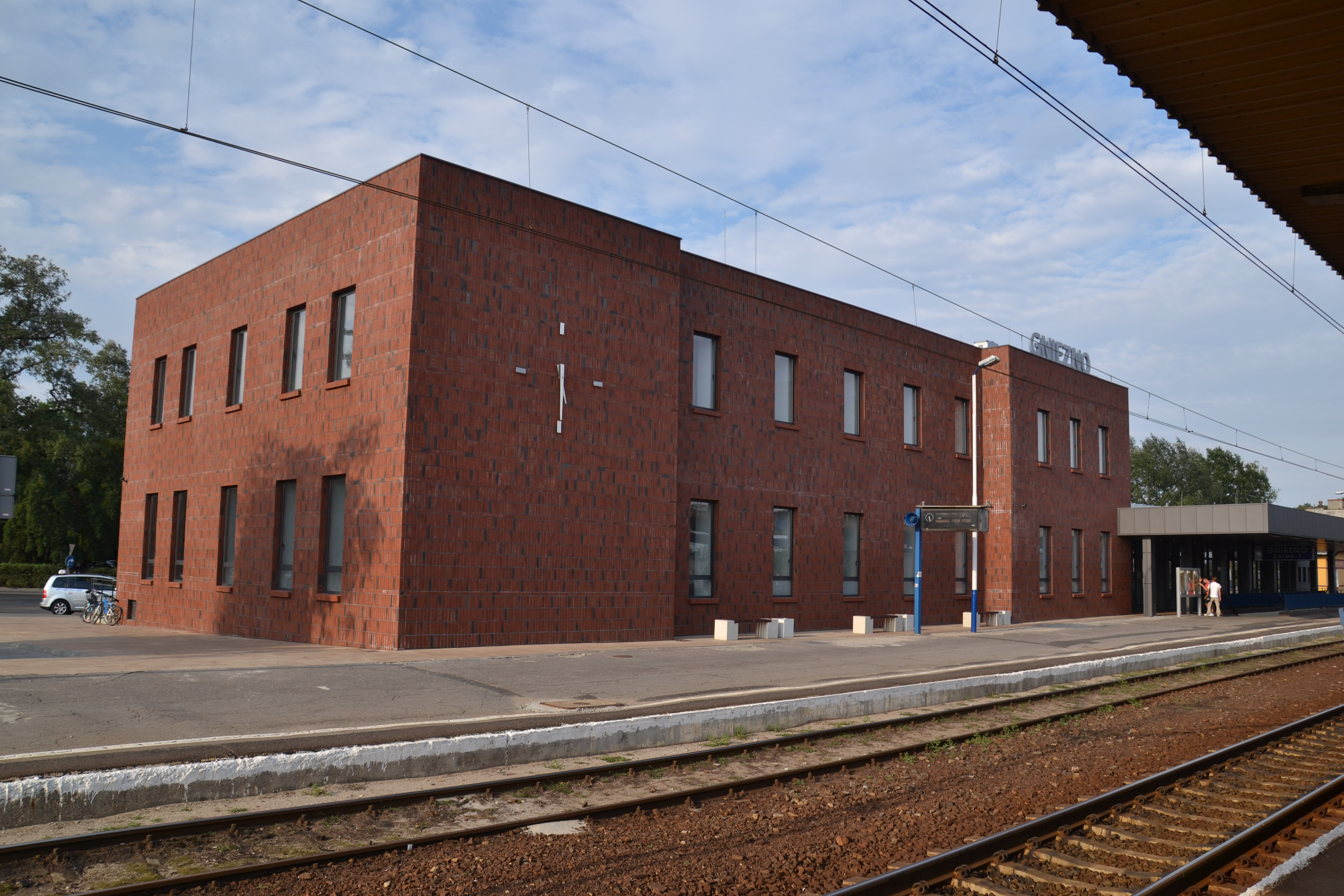
Dworzec stacji Gniezno (2015)

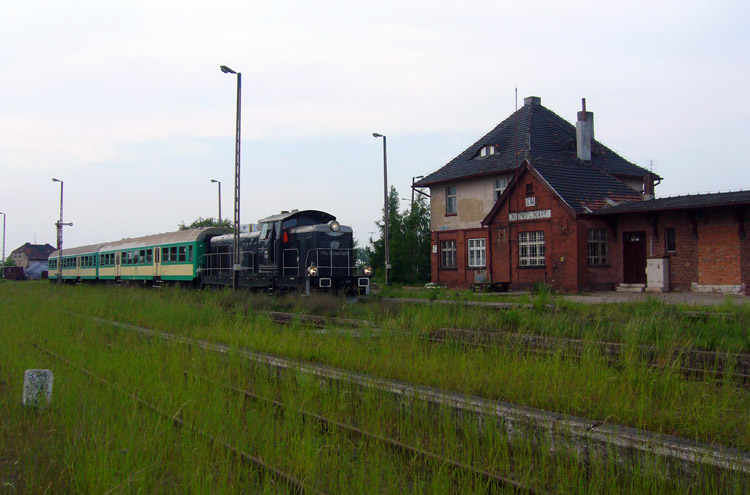
Stacja Gniezno Winiary

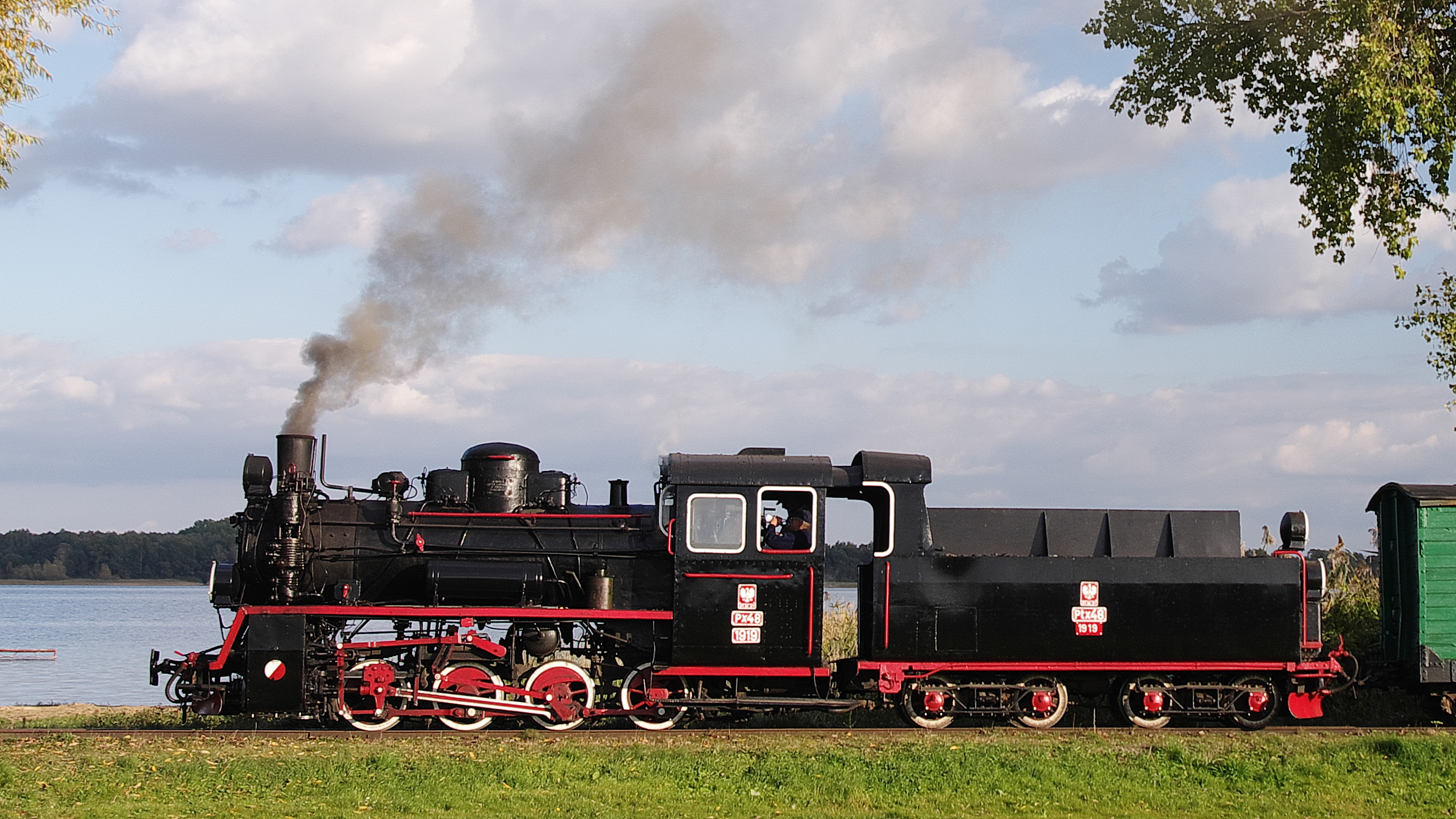
Parowóz należący do Gnieźnieńskiej Kolei Wąskotorowej

### Transport

#### Transport drogowy
Przez Gniezno przebiegają: trasa europejska, oraz dwie drogi krajowe: 5 i 15. W pobliżu Muzeum Początków Państwa Polskiego, na ul. Poznańskiej krzyżują się i dalej, przez Trasę Zjazdu Gnieźnieńskiego przebiegają razem.
Trasa europejska
- E261 – trasa drogowa kategorii B, odgałęzienie drogi ze Świecia

Drogi ekspresowe i krajowe:
- S5 – Bydgoszcz-Gniezno-Poznań[138]
- 5 – Lubawka-Wrocław-Poznań-Gniezno-Bydgoszcz-Świecie
- 15 – Ostróda-Toruń-Inowrocław-Strzelno-Gniezno-Jarocin-Krotoszyn-Trzebnica

Przez Gniezno przebiegają również cztery drogi wojewódzkie (w mieście są to: ul. Dworcowa, Kiszkowska, Kłeckoska, Lecha, J. Sobieskiego, T. Kościuszki, Warszawska i Witkowska).
Drogi wojewódzkie:
- 190 – z Gniezna przez Wągrowiec – Szamocin do Krajenki
- 194 – z Gniezna do Poznania
- 197 – z Gniezna do Sławy Wielkopolskiej
- 260 – z Gniezna przez Witkowo do Wólki

Część ulic w Gnieźnie stanowią drogi powiatowe powiatu gnieźnieńskiego. Są to przede wszystkim drogi wylotowe z miasta takie jak: Al. Reymonta, ul. Dalkoska, Gdańska, Powstańców Wlkp., Orcholska i Mnichowska.

##### Przewozy autobusowe i autokarowe

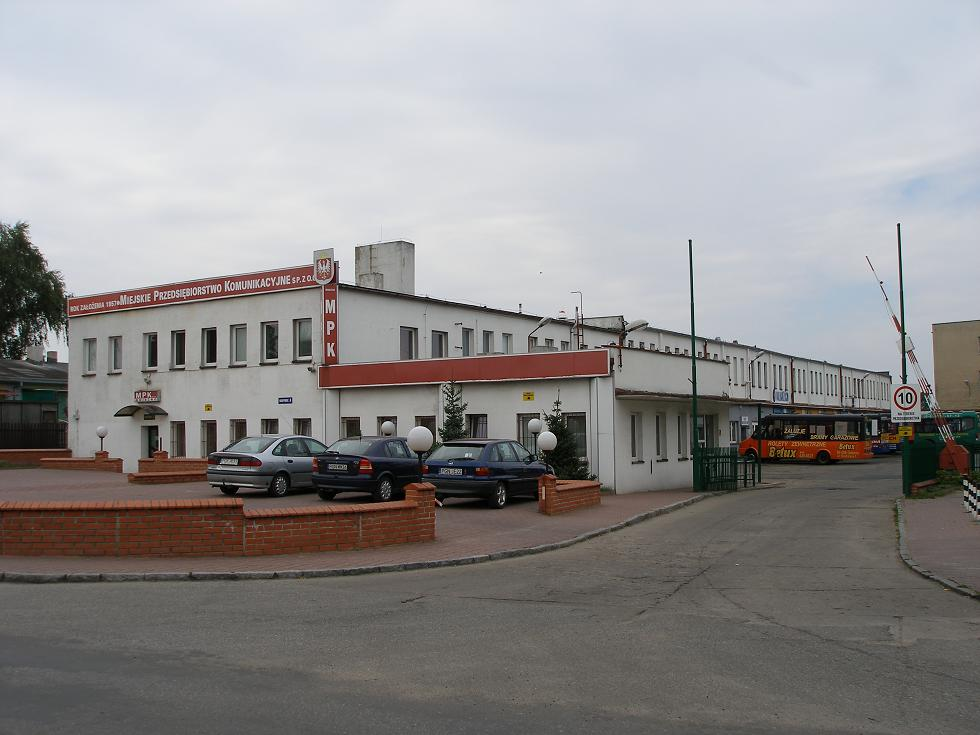
MPK Gniezno

W Gnieźnie funkcjonuje Przedsiębiorstwo Komunikacji Samochodowej (PKS). Wykonuje ono przewozy autokarowe i autobusowe poza miastem:
- Z Gniezna m.in. do Brodnicy, Bydgoszczy, Częstochowy, Kalisza, Kołobrzegu, Konina, Krakowa, Ostrołęki, Płocka, Poznania, Sanoka, Włocławka, Wrocławia, Suwałk[140]
- Z Gniezna do okolicznych miejscowości (Czerniejewa, Janowca Wlkp., Kłecka, Skorzęcina, Witkowa, Mieleszyna, Żnina i Wągrowca)

###### Komunikacja miejska
W mieście działa Miejskie Przedsiębiorstwo Komunikacyjne. Obsługuje 22 linie dzienne i dwie linie nocne. Docierają one do dworców, centrum miasta i osiedli mieszkaniowych.

#### Transport kolejowy
Znajdują się tu 3 stacje kolejowe: Gniezno i Gniezno Winiary, Gniezno Wąskotorowe.
Przez Gniezno przechodzą następujące linie kolejowe:
- Linia 281 – Oleśnica-Chojnice
- Linia 353 – Poznań Wsch.-Skandawa
- Linia 377 – Gniezno Winiary-Sława Wielkopolska

W Gnieźnie znajduje się także nieczynna Parowozownia Gniezno. Na dworcu zatrzymują się wszystkie przejeżdżające przez miasto pociągi pasażerskie. W sezonie letnim kursuje ponadto zabytkowa Gnieźnieńska Kolej Wąskotorowa, na odcinku 37 km, pomiędzy Gnieznem a Anastazewem.

#### Transport lotniczy
Około 11 km na północny zachód od miasta funkcjonuje prywatne lądowisko Działyń.

### Ochrona środowiska
W miejscowości Lulkowo mieści się Zakład Zagospodarowania Odpadów obejmujący swoim zasięgiem 14 gmin z powiatów gnieźnieńskiego i wrzesińskiego. Zakład funkcjonuje w technologii mechaniczno – biologicznego przetwarzania odpadów. W mieście uruchomiono program ochrony środowiska. Obejmuje on przede wszystkim segregację odpadów poprzez pojemniki na szkło bezbarwne i kolorowe, makulaturę oraz butelki PET. W specjalnie do tego wyznaczonych miejscach zbierane są odpady elektroniczne. Wszystkie odpady komunalne zostają przetwarzane przez Zakład Zagospodarowania Odpadów, przechodząc segregację do recyklingu.
Miejska oczyszczalnia ścieków, mieszcząca się nad Jeziorem Świętokrzyskim to mechaniczno-biologiczna oczyszczalnia, która uzyskuje parametry zgodne z określonymi w porozumieniu wodno-prawnym i stwarza możliwości podłączenia dodatkowych obiektów.
Według danych z 2008 miasto wytworzyło 50,1 tys. ton odpadów z czego 44,7 tys. ton oddano odzyskowi.

### Gospodarka komunalna
Do budynków mieszkalnych i budynków zbiorowego zamieszkania (bloków) w 2008 prowadzonych było 6036 połączeń wodociągowych oraz 3229 połączeń kanalizacyjnych.
W mieście sprawami wodociągów i kanalizacji zajmuje się Przedsiębiorstwo Wodociągów i Kanalizacji w Gnieźnie. Jest ono współwłaścicielem oczyszczalni oraz jedynym w mieście dostawcą wody. Spółka URBiS zajmuje się wywozem śmieci oraz przetwarzaniem odpadów w Zakładzie Zagospodarowania Odpadów w Lulkowie. Prywatne podmioty zajmują się sprzątaniem ulic. Natomiast zieleń miejska leży w gestii Zakładu Zieleni Miejskiej należącego administracyjnie do Urzędu Miejskiego w Gnieźnie.
W 2008 doprowadzono do mieszkań 2 242,7 dam³ wody oraz odprowadzono 2 710,0 dam³ ścieków.

## Kultura i oświata

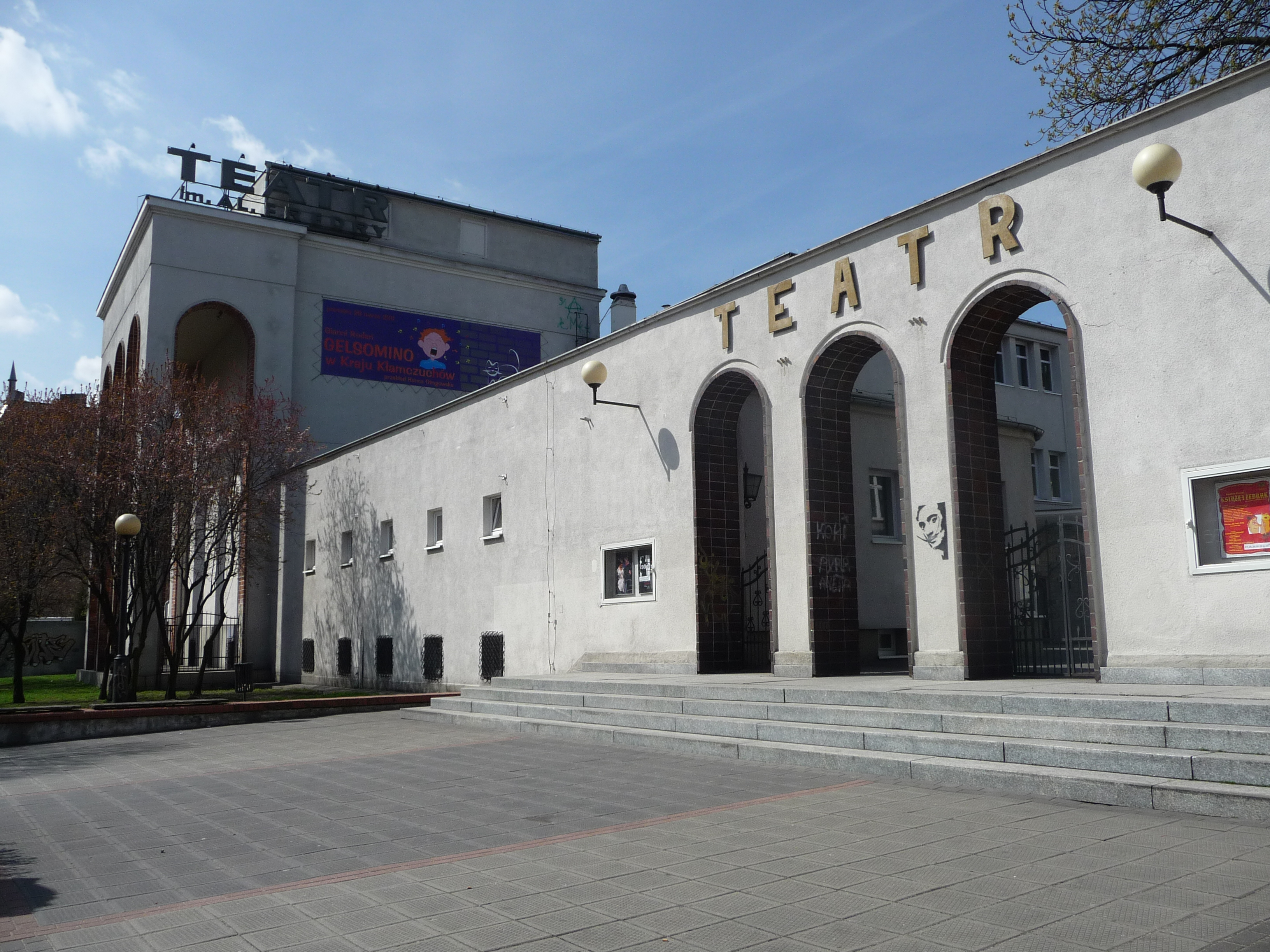
Teatr Aleksandra Fredry

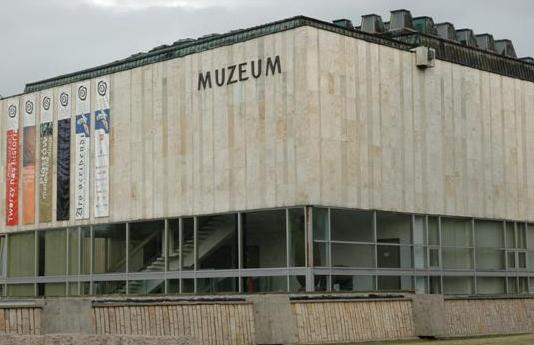
Muzeum Początków Państwa Polskiego

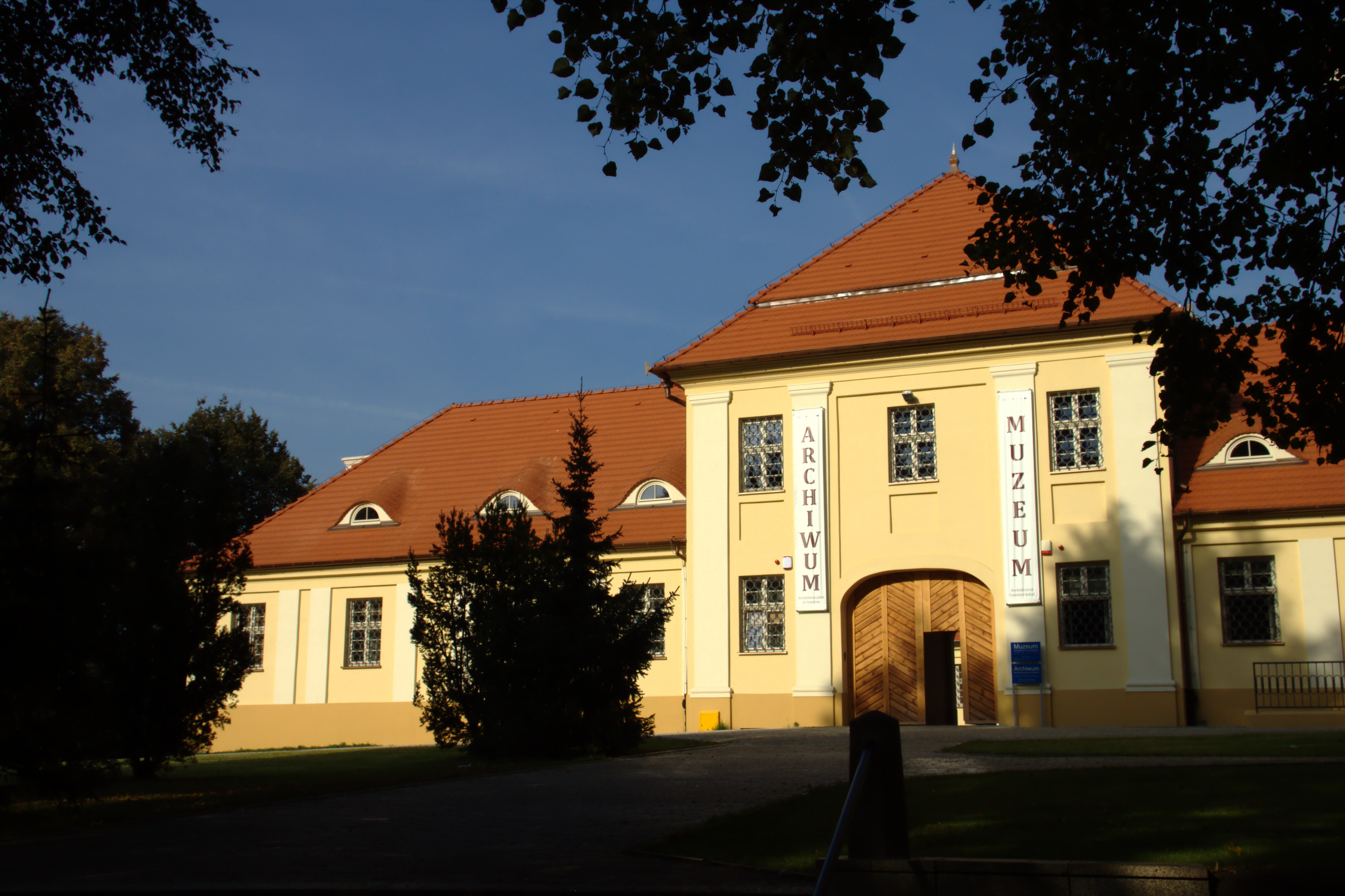
Muzeum Archidiecezji Gnieźnieńskiej

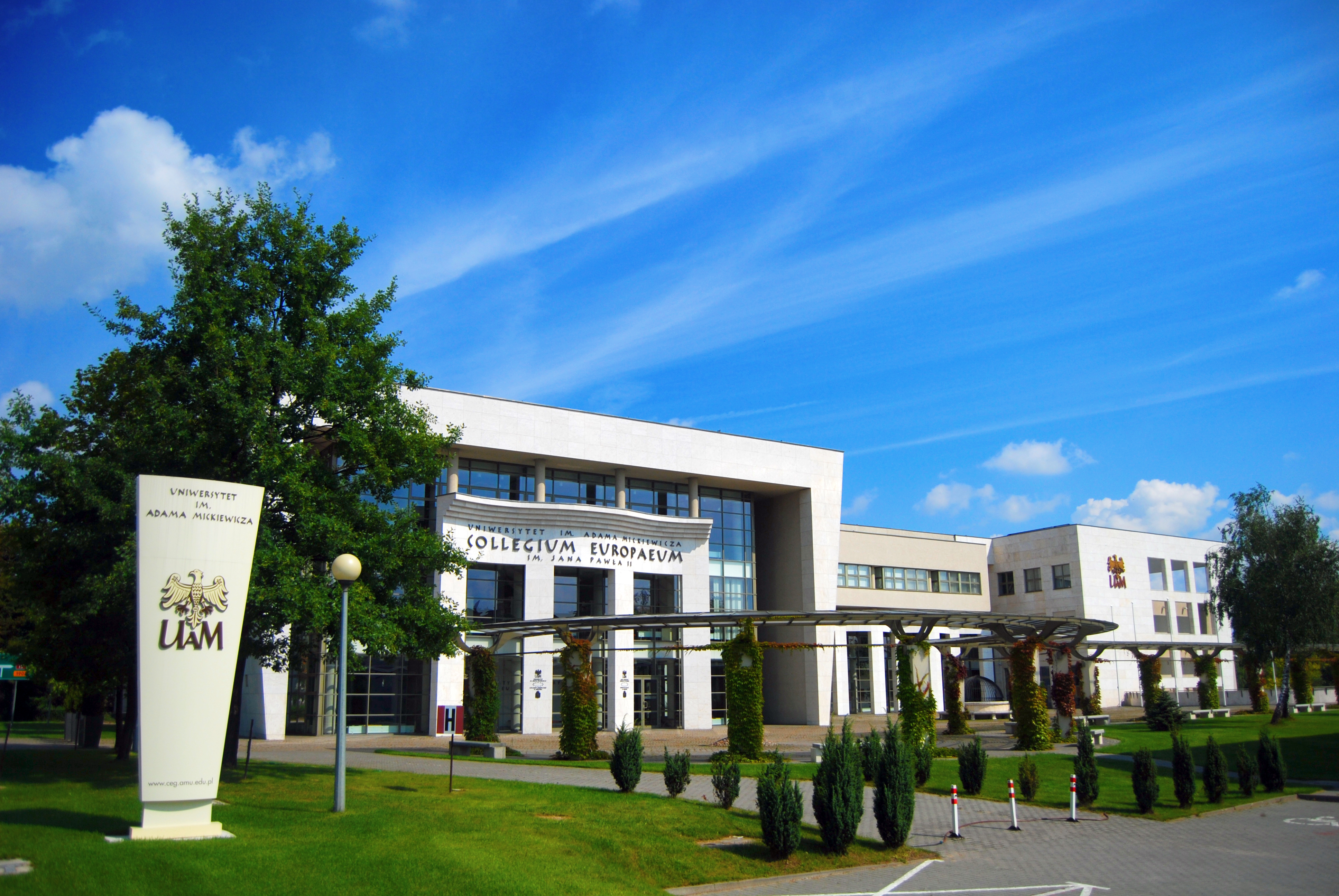
Collegium Europaeum Gnesnense

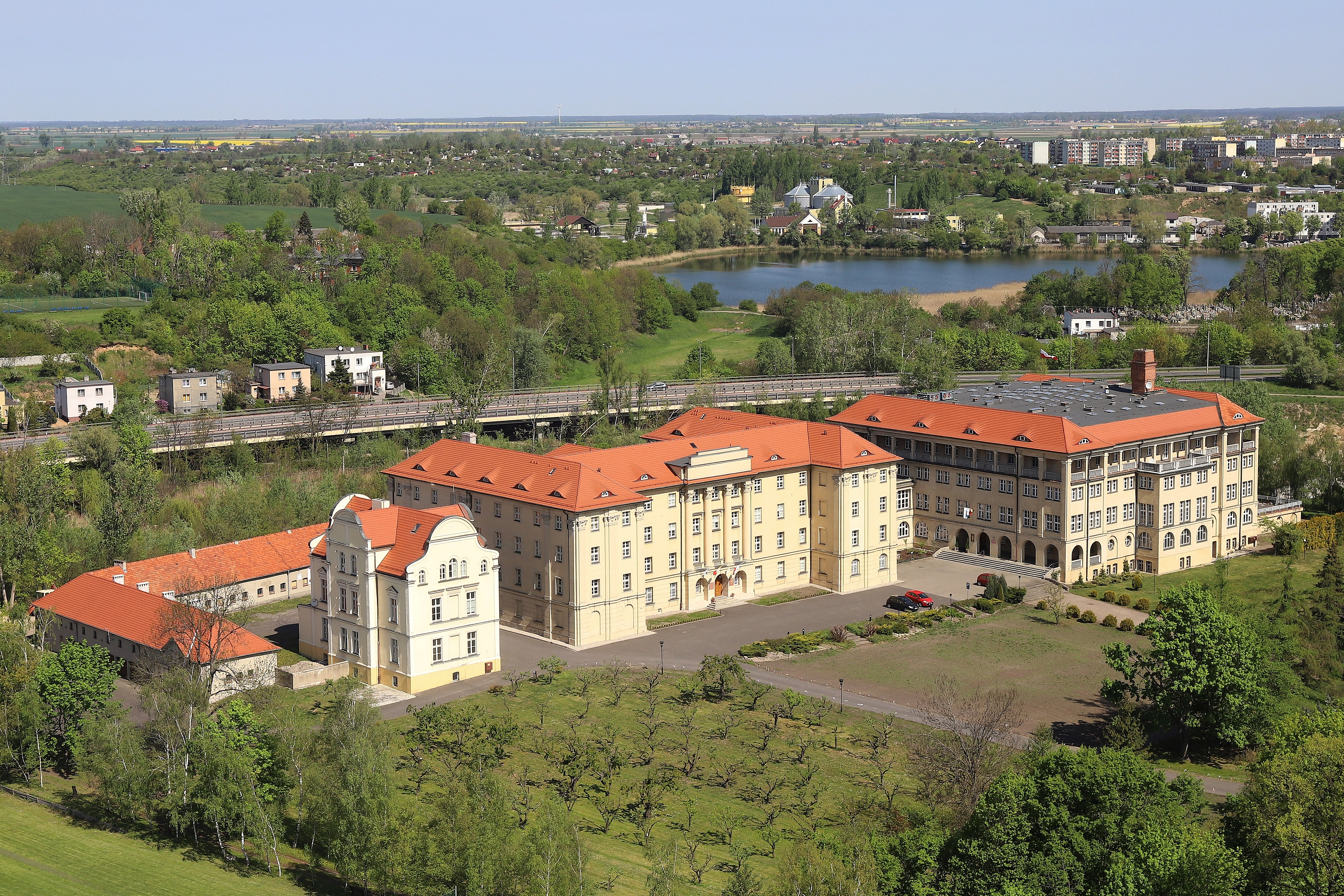
Prymasowskie Wyższe Seminarium Duchowne w Gnieźnie

W Gnieźnie przez cały rok odbywają się cykliczne wydarzenia kulturalne, takie jak: kilka dotychczasowych edycji Festa fatuorum oraz od 2012 roku Królewski Festiwal Artystyczny – wraz z Festiwalem Kultury Słowiańskiej Koronacja Królewska, Międzynarodowy Festiwal Organowy Muzyka w murach gnieźnieńskiej katedry organizowany pod koniec czerwca, Festiwal Literacki Preteksty oraz listopadowy Ogólnopolski Festiwal Filmowy Offeliada. W sierpniu i wrześniu Gniezno, obok Poznania i Jarocina, jest współgospodarzem Akademii Gitary: festiwal.
Tradycją władz miasta Gniezna jest organizacja Imienin Miasta, które zazwyczaj odbywają się 23 kwietnia, a także koncertów z okazji Dni Gniezna. Poza tym cyklicznie organizowane są: Konwent Fantastyki Fantasmagoria (w lutym), Juwenalia (zazwyczaj w maju), Świętojanki (w święto św. Jana – 24 czerwca), oraz, od 2014 roku, Jarmark Bożonarodzeniowy (w okolicach 6 grudnia).
W mieście od 2003 roku wydawane jest ogólnopolskie pismo literackie Zeszyty Poetyckie pod redakcją Dawida Junga, przy której działają serie wydawnicze, m.in. Biblioteka Współczesnej Poezji Polskiej, jej autorzy otrzymują lub są nominowani do prestiżowych nagród literackich, jak Wrocławska Nagroda Poetycka Silesius czy Ogólnopolski Konkurs Literacki „Złoty Środek Poezji”.

### Placówki kulturalne
W Gnieźnie do placówek kulturalnych zalicza się: Teatr im. Aleksandra Fredry, Kino „Helios” (mieści się ono w Galerii Gniezno), Miejski Ośrodek Kultury oraz Centrum Kultury „Scena To Dziwna”. Przedstawicielami grup artystycznych i środowisk animatorskich w Gnieźnie są m.in.: Grupa widowisk historycznych „Comes”, Stowarzyszenie „Ośla Ławka”, Grupa „G:15” oraz Zespół Tańca Ludowego „Gniezno”. W Miejskim Ośrodku Kultury im. Klemensa Waberskiego działa Klub Literacki reaktywowany przez Dawida Junga i Wojciecha Grupińskiego, którego tradycje sięgają lat 80. XX w. Z klubem związani byli m.in.: Krzysztof Kuczkowski, Krzysztof Szymoniak oraz Maciej Krzyżan.

### Muzea i archiwa
W mieście znajduje się kilka muzeów, jak: Muzeum Początków Państwa Polskiego lub Muzeum Archidiecezji Gnieźnieńskiej, w których mieszczą się eksponaty m.in. z X w. oraz późniejszego średniowiecza. W Gnieźnie mają również swoje siedziby Archiwum Archidiecezjalne oraz gnieźnieński oddział Archiwum Państwowego.
Od 2015 roku w mieście funkcjonuje także, prowadzone przez stowarzyszenie ClassiC, Muzeum Zabytków Kultury Technicznej, a po zabytkowej parowozowni zorganizowane grupy oprowadza stowarzyszenie Parowozownia Gniezno.
Od 2020 roku działa w Gnieźnie Muzeum Polskich Organów Elektronicznych (nr 572 w wykazie muzeów Ministerstwa Kultury i Dziedzictwa Narodowego w Warszawie), które posiada największe na świecie zbiory polskich syntezatorów. Dyrektorem oraz inicjatorem powstania muzeum jest Dawid Jung.

### Biblioteki
Biblioteki gnieźnieńskie mają bogaty zasób pozycji opisujących wiele dziedzin. Największy zbiór mieści się w Bibliotece Publicznej Miasta Gniezna (Biblioteka Główna wraz z Wypożyczalnią dla Dzieci oraz filie nr 1, 2, 9). Również wiele zbiorów posiada Biblioteka Seminarium Duchownego oraz biblioteki przymuzealne i biblioteka katedralna. W Gnieźnie mieści się też filia Publicznej Biblioteki Pedagogicznej w Poznaniu. Również bogate zbiory posiadają biblioteki wyższych uczelni gnieźnieńskich: Kolegium Europejskiego oraz Gnieźnieńskiej Szkoły Wyższej „Milenium”.

### Chóry
W Gnieźnie istnieje pięć zarejestrowanych chórów wokalnych dających koncerty artystyczne. Jednym z nich jest Towarzystwo Śpiewacze „Dzwon” – jeden z najstarszych chórów istniejących w Polsce. Działa przy Miejskim Ośrodku Kultury. W 2014 roku obchodził 150-lecie istnienia. Do pozostałych chórów zalicza się: Chór Mieszany „Metrum”, Chór Katedralny, Gnieźnieński Chór Akademicki, Kwartet Wokalny „Ad Libitum” oraz przyparafialne zespoły muzyczne.

### Media
Pierwszym polskim dziennikiem prasowym wydawanym jeszcze w okresie zaboru pruskiego do czasu wybuchu II wojny światowej był Lech. Gazeta Gnieźnieńska. Obecnie do prasy gnieźnieńskiej należą: tygodnik „Przemiany na Szlaku Piastowskim” wydawane w całym powiecie, „Gnieźnieński Tydzień” (dodatek Głosu Wielkopolskiego) „Przewodnik Katolicki Archidiecezji Gnieźnieńskiej” (dodatek diecezjalny Przewodnika Katolickiego) oraz „Bezpłatna Gazeta Wielkopolska” – dwutygodnik regionalny. Na terenie miasta nadają też trzy stacje radiowe „Radio Gniezno”,  „Radio Plus” oraz Wasze Radio FM (poranne pasmo). Działa też gnieźnieńska telewizja TV Gniezno oraz miejski portal internetowy Gniezno.eu.

### Gniezno w kulturze
- Narodowy Bank Polski w dniu 2 września 2005 roku wprowadził do obiegu monetę „Gniezno” o nominale 2 zł wykonaną stemplem zwykłym w stopie Nordic Gold.
- Biblioteka Le Moyne College w Syracuse w stanie Nowy Jork posiada obraz Bolesław Chrobry wita Ottona III podążającego do grobu świętego Wojciecha namalowany w 1938 przez członków Bractwa św. Łukasza[184]
- Narodowy Bank Polski wydając 12 kwietnia 2016 roku kolekcjonerski banknot 20 zł z okazji jubileuszu 1050-lecia chrztu Polski, na jego rewersie umieścił gnieźnieńską Katedrę[185].

## Religia

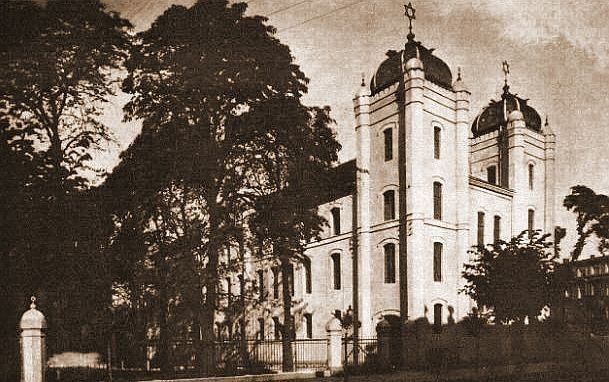
Synagoga reformowana, zdjęcie z ok. 1920

### Judaizm
Jak podaje Dawid Jung: Gniezno jako pierwsze miasto w Polsce trafiło do żydowskiej legendy, gdy o polańskim grodzie opowiadano w języku hebrajskim lub jidisz. Nawet dzisiaj intryguje jeszcze ten mit, niemający wprawdzie potwierdzenia w historii: zgodnie z jego narracją poselstwo żydowskie przybyłe z Niemiec prosiło już w 893 r. w Gnieźnie księcia Polan – Leszka o zgodę na osiedlenie się Żydów w jego państwie. Jak podaje Encyclopaedia Judaica, legenda głosi że w Gnieźnie synagoga stała już w 905 roku. W 1507 roku gnieźnieńska gmina żydowska zapłaciła z okazji koronacji Zygmunta I Starego 50 złotych podatku koronacyjnego.
Po II wojnie światowej zlikwidowano stary cmentarz żydowski znajdujący się przy ul. Bolesława Chrobrego, oraz nowy cmentarz przy ul. F. D. Roosevelta. W miejscu starego cmentarza powstało Centrum Ratowania Życia, a na jego ścianie widnieje tablica w języku hebrajskim, polskim i angielskim upamiętniająca pochowanych w tym miejscu. W miejscu nowego cmentarza wybudowano obecne Gimnazjum nr 3. Przy ulicy Mieszka I zachowany jest budynek po byłej siedzibie Gminy Żydowskiej i jej rabinów, w którym obecnie mieści się państwowa szkoła muzyczna, a na budynku umieszczona jest upamiętniająca tablica. Poza tym w mieście odbywa się Dzień Judaizmu. Żydzi przed II wojną światową stanowili dużą część mieszkańców miasta. W Gnieźnie, przy ul. Mieszka I mieściła się też od 1846 synagoga, rozebrana przez hitlerowców w 1940. Wcześniej, już od XVI wieku w mieście istniała drewniana świątynia. Obecnie miasto Gniezno administracyjnie przypisane jest do Poznańskiej Filii Związku Gmin Wyznaniowych Żydowskich w RP.

### Katolicyzm

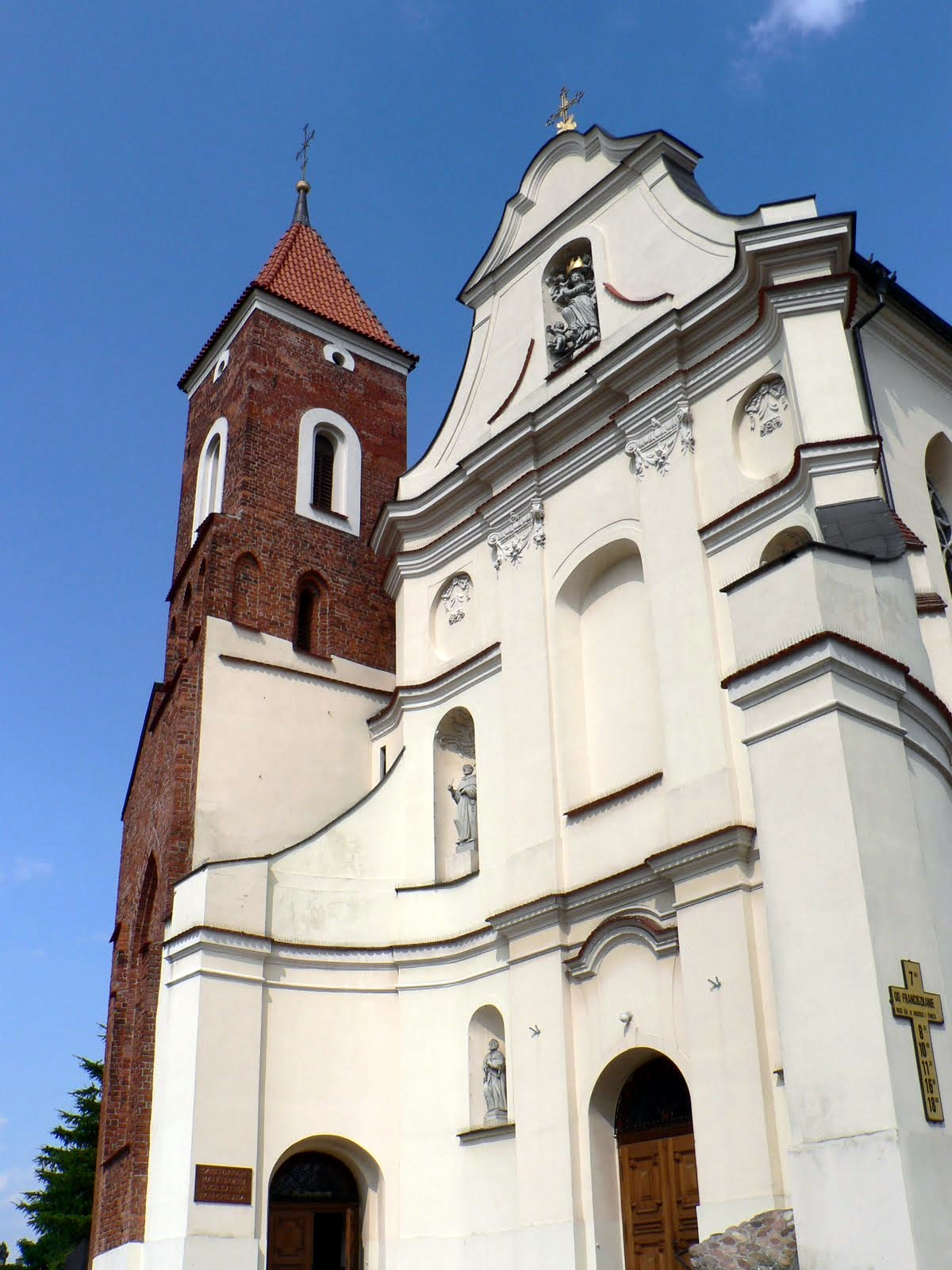
Kościół Wniebowzięcia Najświętszej Maryi Panny i św. Antoniego w Gnieźnie

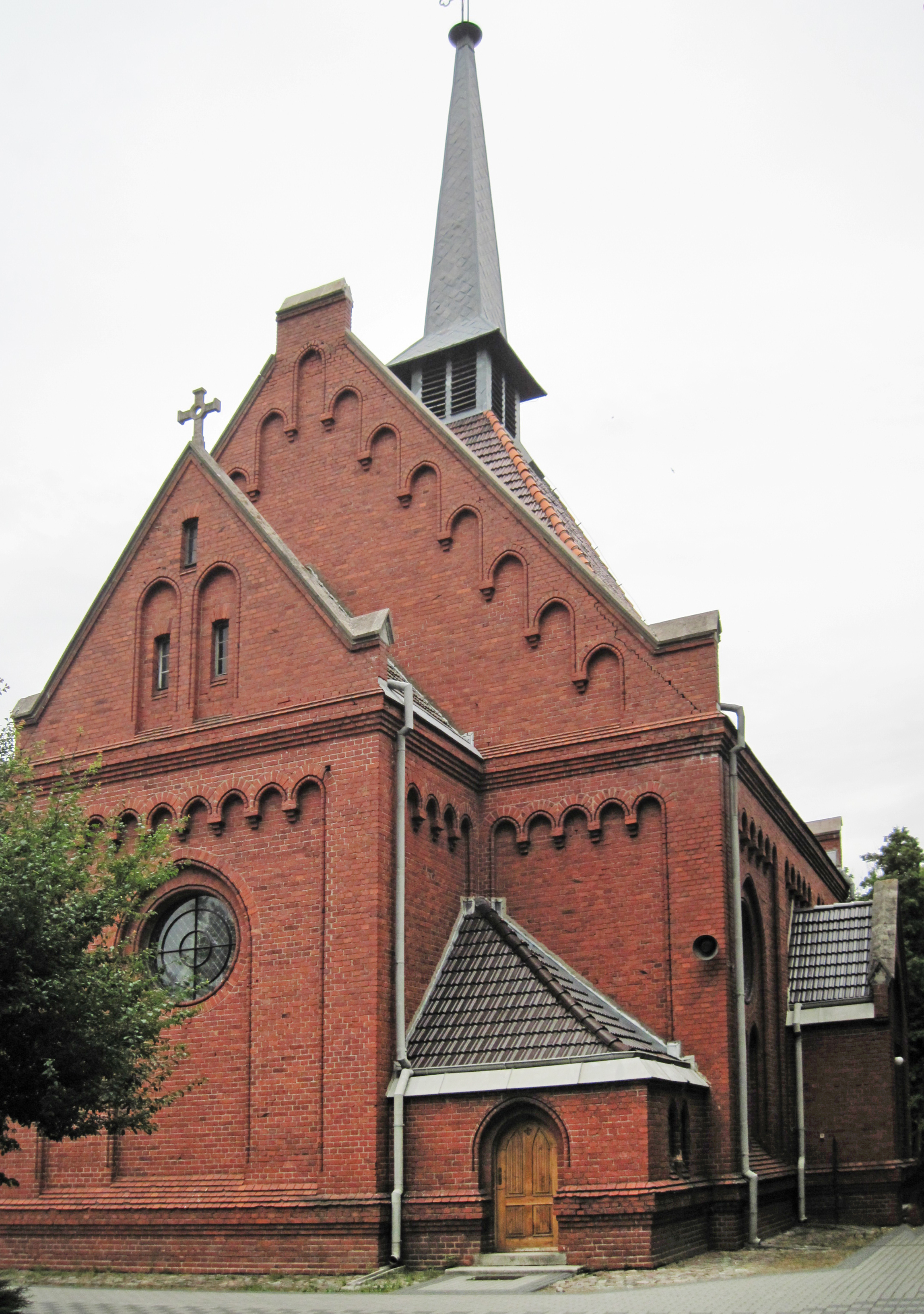
Dwuwyznaniowy Kościół bł. Michała Kozala w Gnieźnie

Gniezno jest pierwszą podległą wyłącznie papieżowi metropolią kościelną w Polsce. Archidiecezji podlegały inne biskupstwa w kraju. W 1419 roku dzięki staraniom ówczesnego arcybiskupa, Gniezno stało się stolicą prymasowską. Pomimo iż stolica kraju została przeniesiona do Krakowa, Gniezno nadal utrzymywało tytuł polskiej stolicy chrześcijaństwa. Po dwóch pożarach, które strawiły miasto oraz po zaborze pruskim i okupacji hitlerowskiej, Gniezno nadal utrzymywało swoje znaczenie religijne. Do 1992 roku Archidiecezja Gnieźnieńska i Warszawska tworzyły jedną diecezję, która była stolicą prymasowską. W 1992 roku kard. Józef Glemp przestał pełnić funkcję metropolity gnieźnieńsko-warszawskiego i został metropolitą warszawskim. Tym samym nowy metropolita gnieźnieński abp Muszyński nie został mianowany prymasem. Tytuł ten jednak powrócił do Gniezna 19 grudnia 2009 roku. Nowy podział administracyjny w tym samym roku w Kościele katolickim sprawił, że w skład nowo utworzonej Metropolii Gnieźnieńskiej weszły trzy diecezje: Archidiecezja gnieźnieńska, Diecezja bydgoska i Diecezja włocławska. Pod koniec lat 80. XX w. powstały dwa gnieźnieńskie dekanaty: Dekanat Gniezno I i Dekanat Gniezno II. Od 1996 roku Gniezno liczy 14 parafii w dwóch dekanatach: 9 w pierwszym i 5 w drugim.

#### Parafie
Parafie katolickie rozmieszczone są na całym terenie miasta. Najwięcej parafii mieści się w centrum miasta(6) oraz na osiedlach Ustronie i Winiary (razem 3). W części zachodniej miasta znajduje się Parafia bł. Michała Kozala, we wschodniej Parafia bł. Jolenty, w południowej Parafia Chrystusa Wieczystego Kapłana, a w południowo-wschodniej parafia Matki Bożej Zbawiciela oraz Matki Bożej Miłosierdzia. Niedaleko kościoła Wniebowzięcia NMP (klasztor oo. Franciszkanów) mieści się zabytkowy kościół św. Jana. Większość kościołów ma charakter zabytkowy i podlega ochronie konserwatora zabytków.

#### Zakony
W Gnieźnie działa kilka katolickich zgromadzeń zakonnych – dwa męskie: franciszkanie i michalici oraz pięć żeńskich: karmelitanki, pallotynki, elżbietanki, szarytki, niepokalanki.

#### Tradycjonalizm katolicki
W mieście funkcjonuje kaplica Matki Bożej Dobrej Rady prowadzona przez Bractwo Kapłańskie Świętego Piusa X

#### Cmentarze
Na terenie miasta znajdują się cztery zabytkowe cmentarze. Są to:
- Cmentarz przy ul. Dalkoskiej – zarządzany przez Kurię Metropolitalną. Znajduje się tam grobowiec rodziny Piotrowskich, w którym pochowany został pierwszy polski dyrektor szpitala Dziekanka w Gnieźnie. Pochówki odbywają się nieregularnie, cmentarz jest zniszczony i zaniedbany. Znajdują się na nim groby pacjentów i pracowników szpitala, a także członków Kościoła Ewangelicko-Augsburskiego.
- Cmentarz parafialny pw. św. Wawrzyńca przy ul. Witkowskiej – zarządzany przez trzy gnieźnieńskie parafie – Parafię pw. św. Wawrzyńca, Parafię pw. Świętej Trójcy i Parafię pw. Chrystusa Wieczystego Kapłana. Znajdują się tam pomnik i groby poległych w czasie II wojny światowej. Na cmentarzu wybudowana została także kaplica przedpogrzebowa.
- Cmentarz parafialny pw. św. Piotra i Pawła przy ul. Kłeckoskiej – zarządzany przez Parafię Archikatedralną, znajdują się tam pomniki poległych w powstaniu wielkopolskim 1918/1919 oraz w 1806. Pierwszy z nich mieści się w tzw. Kręgu Poległych, gdzie pochowani są gnieźnieńscy powstańcy. Na terenie cmentarza znajduje się kościół filialny pw. św. Piotra i Pawła.
- Cmentarz parafialny pw. Świętego Krzyża przy ul. Świętokrzyskiej – zarządzany przez Parafię pw. św. Michała Archanioła oraz Parafię pw. Wniebowzięcia NMP oo. Franciszkanów. Jest najstarszym cmentarzem w Gnieźnie. Na jego terenie został wybudowany kościół pw. Świętego Krzyża.

### Protestantyzm
W Gnieźnie znajduje się pięć Kościołów protestanckich:
- Kościół Adwentystów Dnia Siódmego w RP:
  - zbór w Gnieźnie[198]
- Kościół Boży w Chrystusie:
  - Kościół Boży w Chrystusie w Gnieźnie[199]
- Kościół Chrześcijan Baptystów:
  - zbór w Gnieźnie[200]
- Kościół Chrześcijan Wiary Ewangelicznej w RP:
  - Zbór „Przebudzenie”[201]
- Kościół Ewangelicko-Augsburski:
  - zbór w Gnieźnie (filiał parafii w Poznaniu)[202][203]

### Inne
W mieście działalność kaznodziejską prowadzą dwa zbory Świadków Jehowy korzystające z Sali Królestwa (ul. Konikowo 16). Oprócz tego działa Świecki Ruch Misyjny „Epifania”, czy zgromadzenie Buddystów W mieście istnieją m.in. Karma Kagyu i Buddyjski Związek Diamentowej Drogi Linii Karma Kagyu. W Gnieźnie organizowany jest Dzień Islamu, jako element dialogu z religiami niechrześcijańskimi. Elementem dialogu są Zjazdy gnieźnieńskie organizowane przez Forum św. Wojciecha z inicjatywy abpa Henryka Muszyńskiego.

## Sport

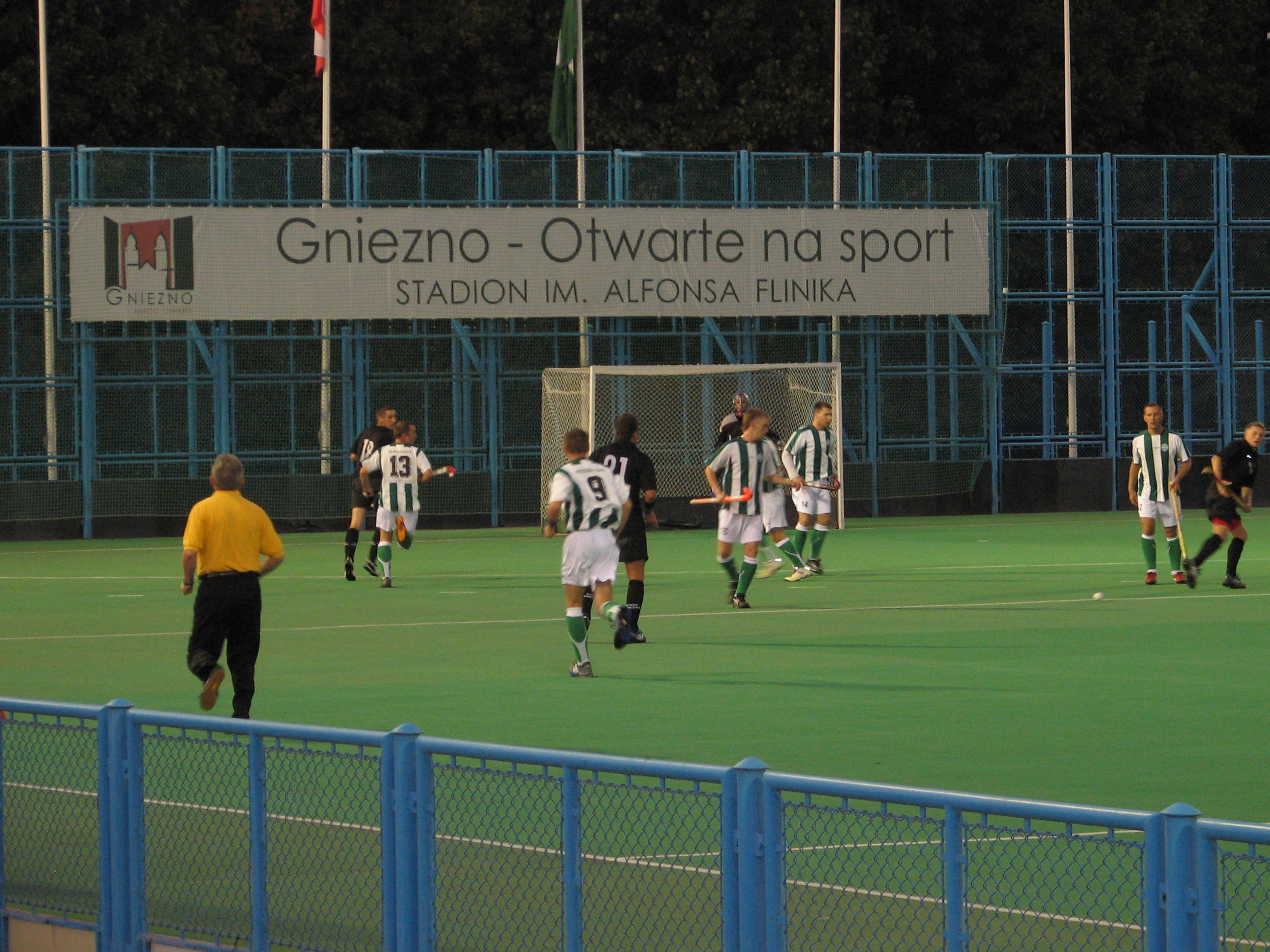
Hokejowe derby Gniezna (2009)

### Imprezy sportowe
Raz w roku w Gnieźnie odbywają się cykliczne zawody sportowe. Należą do nich: Żużlowy Turniej o koronę Bolesława Chrobrego, Bieg Lechitów, Memoriał Alfonsa Flinika w hokeju na trawie, Międzynarodowy Turniej Koszykówki, Bieg Europejski, Turniej tenisowy Firepower Cup, Memoriał Mariana Grotowskiego oraz Bieg Osiedla Winiary. Ponadto Gnieźnieński Ośrodek Sportu i Rekreacji organizuje we współpracy z miastem wiele imprez z wielu dyscyplin sportowych.
W Gnieźnie w dniach 29–30 sierpnia 2009 roku zorganizowano pierwsze oficjalne mistrzostwa Polski w nordic walking.

### Piłka nożna
Najstarszym gnieźnieńskim klubem piłkarskim jest MKS Mieszko Gniezno. Klub ten występuje w rozgrywkach 4. ligi grupy wielkopolska (północ). Stadion mieści się przy ul. Strumykowej. W klubie działa zarówno drużyna seniorów, jak i drużyny młodzieżowe. Ponadto przy klubie istnieje Akademia Piłkarska. Oprócz Stadionu Miejskiego przy ul. Strumykowej, w górnej jej części mieści się także bezpłatny kompleks piłkarsko-koszykarski wybudowany w ramach projektu Orlik 2012, a także pełnowymiarowe treningowe boisko ze sztuczną nawierzchnią, służące także do rozgrywania meczów rugby. W Gnieźnie istnieją również inne kluby piłkarskie: KS Gniezno, Techmet Orliki Gniezno oraz KS Gniewko Gniezno.

### Żużel

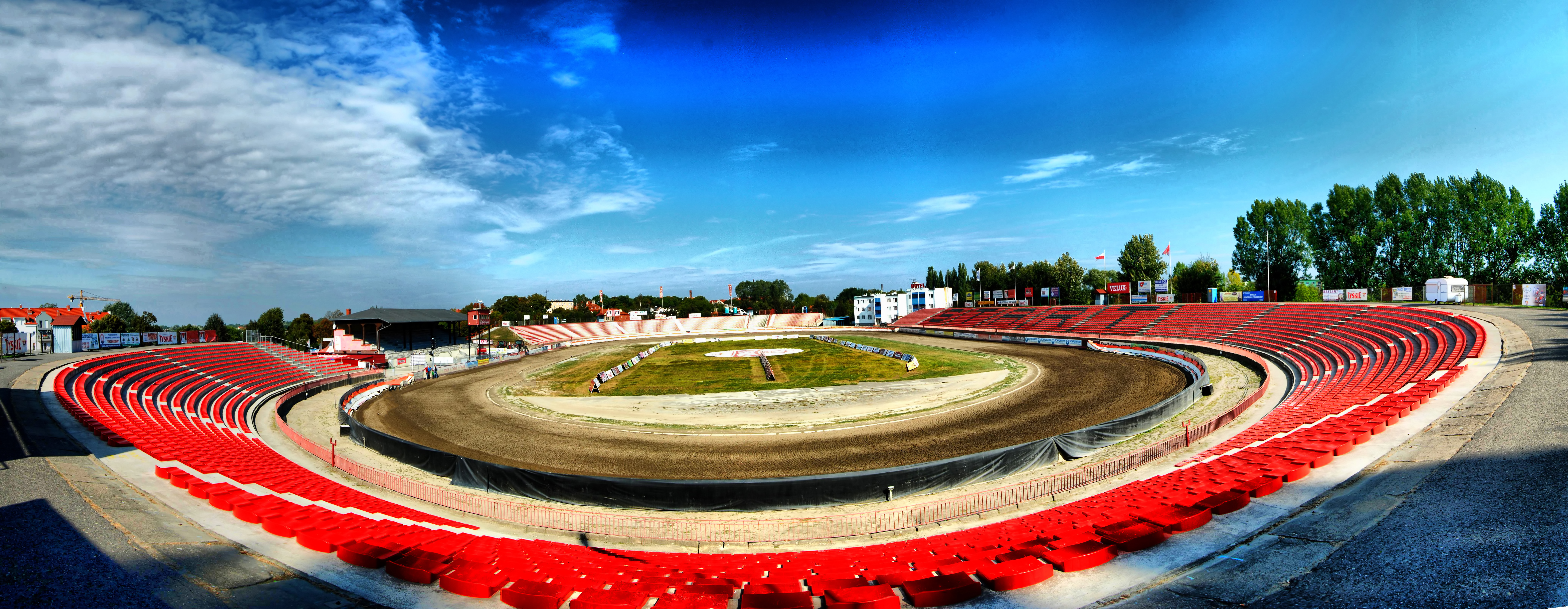
Stadion żużlowy w Gnieźnie

Miasto w tej dyscyplinie sportu reprezentuje GTM Start Gniezno. Stadion żużlowy mieści się przy ul. Wrzesińskiej. Przy klubie działa również szkółka żużlowa.

### Inne dyscypliny

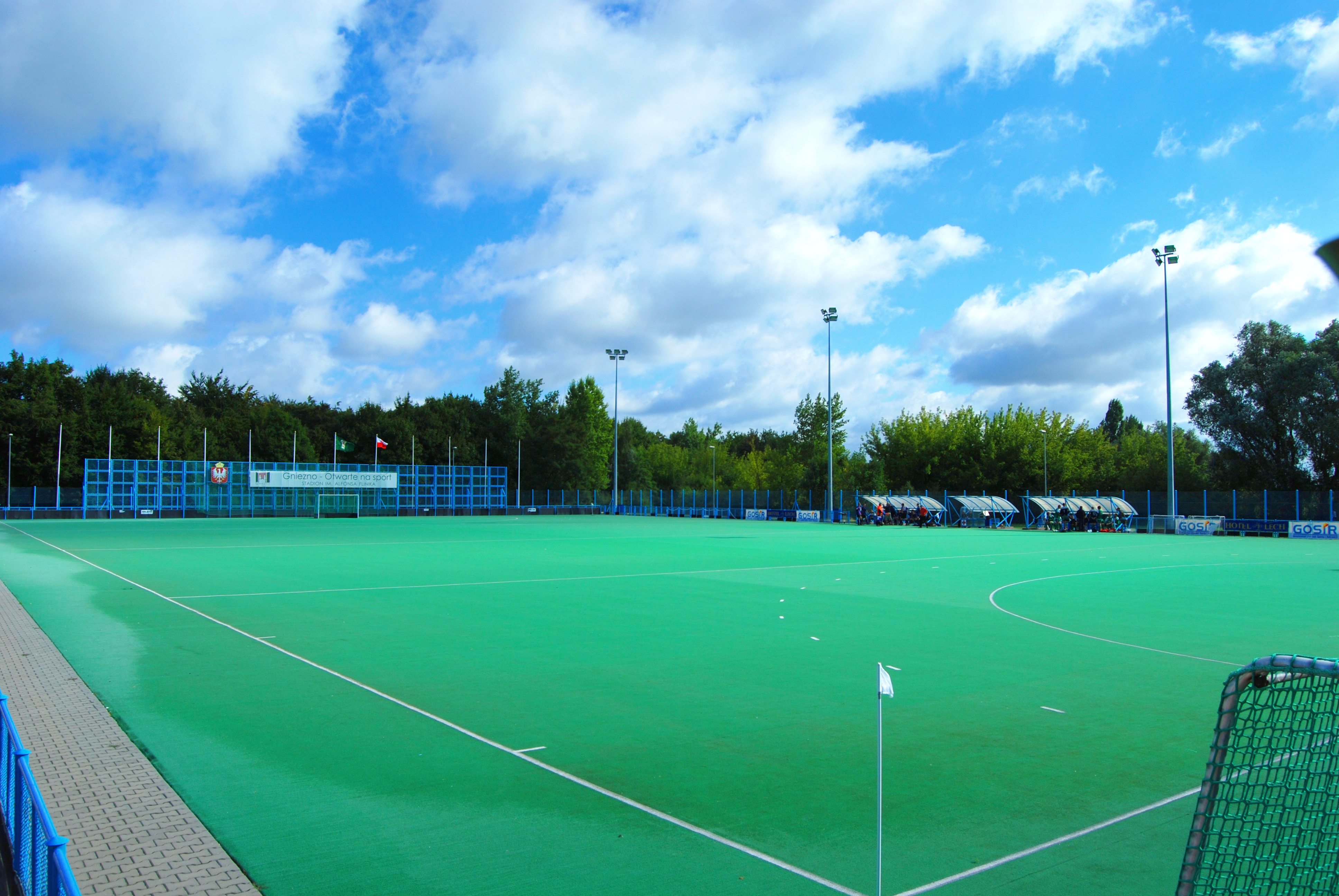
Stadion hokejowy im. Alfonsa Flinika w Gnieźnie

Pozostałe dyscypliny sportowe reprezentują m.in. drużyny hokeja na trawie – męskie: Start 1954 Gniezno, KS Stella Gniezno. Stella Gniezno posiada także sekcję boksu i tenisa stołowego. Pozostałe kluby i drużyny sportowe specjalizują się w dyscyplinach lekkoatletycznych (Gnieźnieński Klub Kolarstwa Górskiego, Klub Górski „Ornak”, Altom Gniezno, MKL Gniezno, UKS Chrobrzak Gniezno), futsalu (KS Gniezno), tenisie ziemnym (GK Tenisowy), piłce ręcznej (MKS PR URBIS Gniezno) oraz koszykowej (Miejski Klub Koszykówki Gniezno). W Gnieźnie działają też kluby: szachów (Chrobry Gniezno), Brazylijskiego Jiu Jitsu (Walka Gniezno), Capoeira Gniezno(Uncao), rugby (Tytan Gniezno) oraz speedrowera (KS Orzeł Gniezno) a także strzelectwa (Oddział Gniezno Związku Strzeleckiego "Strzelec" Rzeczypospolitej Polskiej). Od 2016 roku funkcjonuje również klub morsów (Królewskie Morsy Gniezno).

### Hale i pozostałe obiekty sportowe
Gnieźnieński Ośrodek Sportu i Rekreacji posiada trzy sale sportowe, halę-widowiskowo-sportową (200 miejsc siedzących) oraz, otwartą w 2018 roku, halę widowiskowo-sportową im. Mieczysława Łopatki o pojemności 1210 miejsc siedzących (z możliwością zwiększenia do 2000 miejsc w przypadku imprez kulturalnych i rozrywkowych). W hali im. M. Łopatki, obok areny głównej, mieszczą się także m.in. sala treningowa (sporty walki, tenis stołowy, siatkówka) oraz kort do squasha.
Innym ośrodkiem sportowym jest jeszcze Stado Ogierów Gniezno (1994−2003 Stado Ogierów Skarbu Państwa Gniezno; w 2003 Stado Ogierów Gniezno włączone w skład Stada Ogierów w Sierakowie Wielkopolskim Sp. z o.o.), gdzie odbywają się kwartalne zawody i prezentacje konne. Ponadto prawie każda szkoła posiada wyremontowane boiska sportowe ze sztucznymi nawierzchniami.

## Związani z Gnieznem

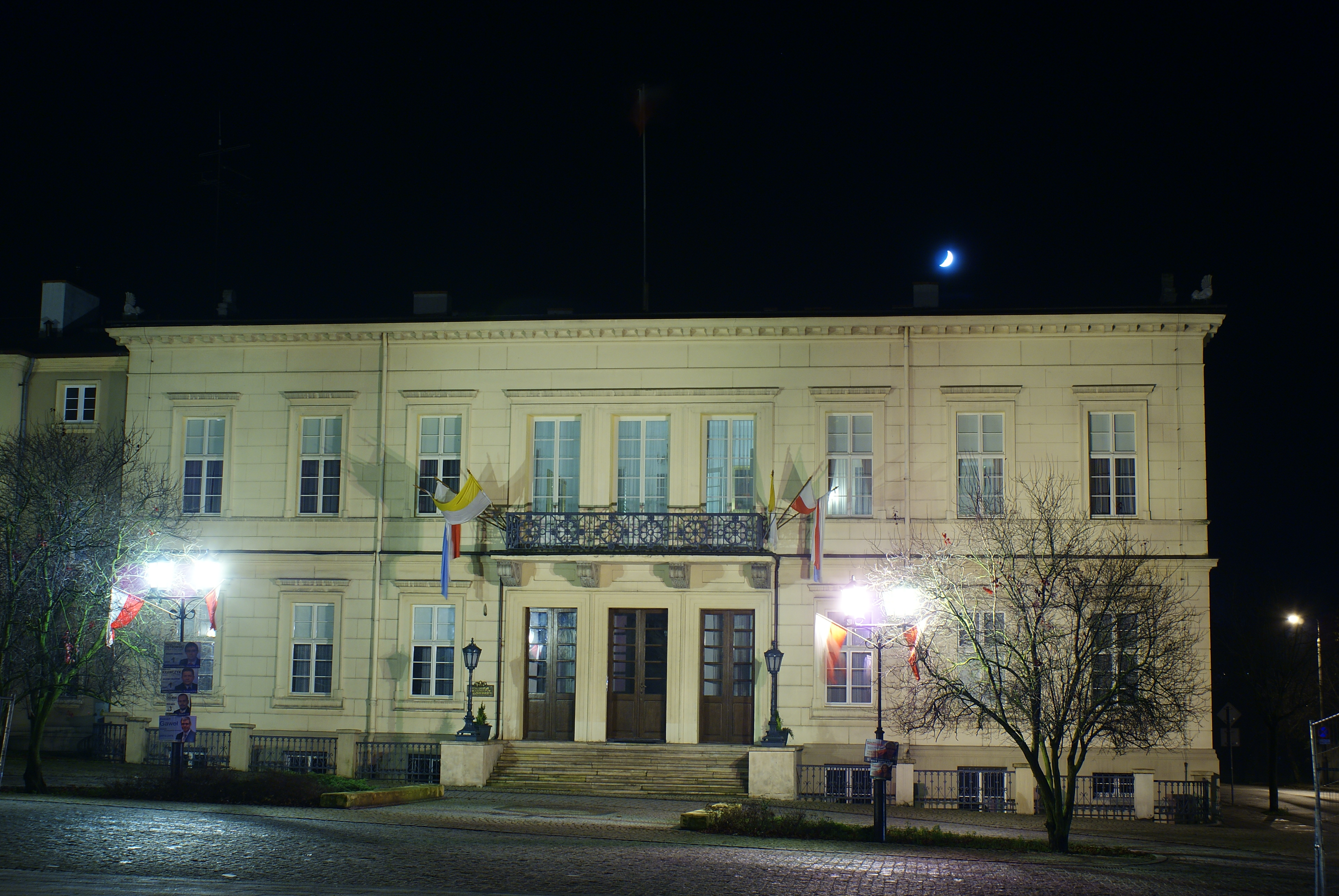
Pałac Prymasowski według projektu Friedricha Schinkla

### Arcybiskupi gnieźnieńscy i prymasi Polski
Do 1992 Arcybiskupstwo Gnieźnieńskie i Warszawskie podlegało jednemu arcybiskupowi, który jednocześnie sprawował urząd prymasa. Po zmianach administracyjnych Kościoła w Polsce unia między arcybiskupstwami wygasła, lecz tytuł prymasa pozostał w Warszawie do 18 grudnia 2009, po czym wrócił do Gniezna, które ponownie zostało stolicą prymasowską.

### Członkowie polskich ekip olimpijskich związani z Gnieznem
| imię nazwisko         | dyscyplina              | reprezentant klubu                                                            | miasto igrzysk                        |
| --------------------- | ----------------------- | ----------------------------------------------------------------------------- | ------------------------------------- |
| Antoni Adamski        | Hokej na trawie         | Spójnia Gniezno, AZS Szczecin OWKS Wrocław, OWKS Poznań                       | Helsinki 1952                         |
| Marian Babirecki      | jeździectwo WKKW        | Pań. Stado Ogierów Gniezno trener C. Matławski                                | Rzym 1960                             |
| Aleksander Ciążyński  | Hokej na trawie         | Sparta i Stella Gniezno, Grunwald Poznań                                      | Monachium 1972                        |
| Bolesław Czaiński     | Hokej na trawie         | Stella Gniezno, Grunwald Poznań                                               | Monachium 1972                        |
| Eugeniusz Czajka      | Hokej na trawie         | Chrobry i Spójnia Gniezno OWKS Wrocław, OWKS Poznań                           | Helsinki 1952                         |
| Kazimierz Dąbrowski   | Hokej na trawie         | Sparta Gniezno                                                                | Rzym 1960                             |
| Alfons Flinik         | Hokej na trawie         | Spójnia, Stella, Sparta Gniezno                                               | Helsinki 1952, Rzym 1960              |
| Henryk Flinik         | Hokej na trawie         | Stella i Sparta Gniezno                                                       | Helsinki 1952, Rzym 1960              |
| Jan Flinik            | Hokej na trawie         | Spójnia, Stella i Sparta                                                      | Helsinki 1952, Rzym 1960              |
| Jan Górny             | Hokej na trawie         | Warta Poznań                                                                  | Rzym 1960                             |
| Henryk Grotowski      | Hokej na trawie         | Stella Gniezno, Lech Poznań                                                   | Monachium 1972                        |
| Rafał Grotowski       | Hokej na trawie         | Pocztowiec Poznań, Stella Gniezno – trener                                    | Sydney 2000                           |
| Robert Grzeszczak     | Hokej na trawie         | Start 1954 Gniezno, Grunwald Poznań                                           | Sydney 2000                           |
| Leszek Hensler        | Hokej na trawie         | Stella Gniezno, Lech Poznań, Grunwald Poznań                                  | Moskwa 1980                           |
| Stanisław Kasprzyk    | Hokej na trawie         | Sparta Gniezno                                                                | Monachium 1972                        |
| Czesław Kubiak        | Hokej na trawie         | Ogniwo Gniezno, OWKS Wrocław OWKS Poznań, Grunwald Poznań                     | Rzym 1960                             |
| Mariusz Kubiak        | Hokej na trawie         | Grunwald Poznań, Pocztowiec Poznań                                            | Moskwa 1980                           |
| Mieczysław Łopatka    | Koszykówka              | Kolejarz Gniezno, Lech Poznań, Śląsk Wrocław                                  | Rzym 1960, Tokio 1964, Monachium 1972 |
| Narcyz Maciaszczyk    | Hokej na Trawie         | Chrobry Gniezno, Spójnia Gniezno, OWKS Wrocław OWKS Poznań, trener LKS Rogowo | Helsinki 1952, Rzym 1960              |
| Maksymilian Małkowiak | Hokej na trawie         | Stella Gniezno, Kolejarz Gniezno                                              | Helsinki 1952                         |
| Jan Małkowiak         | Hokej na rawie          | Stella Gniezno, Kolejarz Gniezno, Start Gniezno                               | Helsinki 1952                         |
| Ryszard Marzec        | Hokej na trawie         | Stella Gniezno, OWKS Wrocław, CWKS Warszawa, OWKS Poznań, Grunwald Poznań     | Helsinki 1952, Rzym 1960              |
| Marian Mikołajewski   | masażysta – piłka nożna | ---                                                                           | Monachium 1972                        |
| Piotr Mikuła          | Hokej na trawie         | Start Gniezno, Pocztowiec Poznań, Mönchengladbach                             | Sydney 2000                           |
| Bronisław Pawlicki    | Hokej na trawie         | Stella Gniezno, Sparta Gniezno                                                | Helsinki 1952                         |
| Piotr Tobolski        | wioślarstwo             | AZS-AWF Warszawa                                                              | Moskwa 1980                           |
| Stanisław Wegnerski   | Hokej na trawie         | Sparta Gniezno, Grunwald Poznań                                               | Monachium 1972                        |
| Leon Wiśniewski       | Hokej na trawie         | Sparta Gniezno                                                                | Rzym 1960                             |

### Honorowi Obywatele Miasta
- Antoni Karpiński – adwokat, tytuł nadany 3 listopada 1932
- Bolesław Kasprowicz – kupiec, przemysłowiec, filantrop, tytuł nadany w 1935
- Jan Paweł II – papież, tytuł nadany 23 sierpnia 2003[221]
- Felicja Sieracka – siostra, tytuł nadany 27 lutego 2008[222]
- Henryk Muszyński – arcybiskup, tytuł nadany 28 kwietnia 2008[222]
- Gerard Labuda – profesor, tytuł nadany 29 października 2009[221]
- Bogdan Trepiński – prezydent, tytuł nadany 3 kwietnia 2010[221]
- Kazimierz Bałęczny – dyrektor Rejonu Dróg Publicznych w Gnieźnie[222]
- Mieczysław Łopatka – wybitny polski koszykarz, tytuł nadany 29 stycznia 2014[222]
- Józef Garbarczyk – profesor, pierwszy rektor PWSZ w Gnieźnie[221].
- Marian Fluder – lekarz, działacz społeczny[221].